# FFH-Gebiet Wälder der Ostenfelder Geest
Das FFH-Gebiet Wälder der Ostenfelder Geest ist ein NATURA 2000-Schutzgebiet in Schleswig-Holstein im Naturraum Bredstedt-Husumer Geest im Kreis Nordfriesland in den Gemeinden Wester-Ohrstedt, Wittbek, Ostenfeld (Husum) und Schwabstedt und im Kreis Schleswig-Flensburg in den Gemeinden Treia und Oster-Ohrstedt. Es besteht aus zwölf räumlich getrennten Waldgebieten und hat eine Fläche von 733 ha. Die größte Ausdehnung liegt in Nordostrichtung und beträgt 14 km. Die höchste Erhebung mit 40 m über NN liegt an der Westspitze des FFH-Teilgebietes Lehmsieker Forst am Ortsrand des Schwabstedter Ortsteils Lehmsiek, der niedrigste Punkt liegt mit 1 m über NN an der Südspitze des FFH-Teilgebietes Kirchenwald. Es handelt sich bei den Wäldern der Ostenfelder Geest um historische Waldstandorte, die bereits auf der dänischen Generalstabskarte von 1858 verzeichnet sind, siehe Bild 1.
Die Bezeichnung der FFH-Teilgebiete ist in den Managementplänen unterschiedlich. Die Tabelle 1 enthält die örtlichen Bezeichnungen der Waldgebiete gemäß der topographischen Karte des DigitalerAtlasNord (DANord) und führt ergänzend in Klammern, wenn erforderlich, die Bezeichnungen aus den Managementplänen auf.
Tabelle 1: FFH-Teilgebiete des FFH-Gebietes Wälder der Ostenfelder Geest (Stand Juli 2021)
| Bezeichnung                        | Kreis | Gemeinde               | Fläche [ha] | Größte Ausdehnung [km] | max. Höhe ü. NN [m] | Eigentümer                      |
| ---------------------------------- | ----- | ---------------------- | ----------- | ---------------------- | ------------------- | ------------------------------- |
| Oster-Ohrstedtholz (Osterohrstedt) | NF/SL | Oster-Ohrstedt / Treia | 137         | 2,28                   | 31,7                | SHLF / Sonstige                 |
| Bremsburger Wald (Bremsburg)       | SL    | Treia                  | 143         | 1,56                   | 19                  | SHSL / Sonstige                 |
| Westerholz                         | NF    | Wester-Ohrstedt        | 11,8        | 0,56                   | 21                  | Sonstige                        |
| Mittelholz (Kleinbremsburg)        | NF    | Wester-Ohrstedt        | 9,3         | 0,47                   | 16,5                | Sonstige                        |
| Osterholz (Großbremsburg)          | NF    | Wester-Ohrstedt        | 18          | 0,63                   | 13                  | SHLF / Sonstige                 |
| Ohlmählen (Osterwittbekfeld)       | NF    | Wittbek                | 40,4        | 1,09                   | 32                  | Sonstige                        |
| Nordbrook (Wittbek-Nord)           | NF    | Wittbek                | 3,8         | 0,29                   | 15                  | Sonstige                        |
| Nordbrook (Wittbek-Süd)            | NF    | Wittbek                | 13,3        | 0,63                   | 19,5                | Sonstige                        |
| Langenhöfter Forst (Langenhöft)    | NF    | Ostenfeld (Husum)      | 85,4        | 1,53                   | 38                  | SHLF                            |
| Bagholt (Osterwinnert)             | NF    | Ostenfeld (Husum)      | 46          | 1,58                   | 34,5                | Sonstige                        |
| Kirchenwald (Brendhörn)            | NF    | Ostenfeld (Husum)      | 97,2        | 1,74                   | 37                  | Kirchengem. Ostenfeld, Sonstige |
| Lehmsieker Forst (Lehmsiek)        | NF    | Schwabstedt            | 135,7       | 1,72                   | 40                  | SHLF                            |

Die nördlich der Kreisstraße K 53 gelegenen FFH-Teilgebiete Bremsburger Wald, Osterholz, Mittelholz, Westerholz und Ohlmählen entwässern in die Krummbek. Diese gehört zum Wasser- und Bodenverband Krummbek. Der betreut ein Einzugsgebiet von 2167 ha und ist Mitglied im Eider-Treene Verband. Die Krummbek gehört damit zu den größeren rechten Zuflüssen der oberen Treene.

## FFH-Gebietsgeschichte und Naturschutzumgebung
Der NATURA 2000-Standard-Datenbogen (SDB) für dieses FFH-Gebiet wurde im Mai 2004 vom Landesamt für Landwirtschaft, Umwelt und ländliche Räume (LLUR) des Landes Schleswig-Holstein erstellt, im September 2004 als Gebiet von gemeinschaftlicher Bedeutung (GGB) vorgeschlagen, im November 2007 von der EU als GGB bestätigt und im Januar 2010 national nach § 32 Absatz 2 bis 4 BNatSchG in Verbindung mit § 23 LNatSchG als besonderes Erhaltungsgebiet (BEG) bestätigt. Der SDB wurde zuletzt im Mai 2019 aktualisiert. Der Managementplan für das FFH-Gebiet wurde am 26. Januar 2011 veröffentlicht. Er bezieht sich ausschließlich auf die 243 ha der Flächen, die sich nicht im Eigentum der Schleswig-Holsteinischen Landesforsten A.ö.R. (SHLF) befinden. Das Ministerium für Landwirtschaft, Umwelt und ländliche Räume des Landes Schleswig-Holstein hat am 8. Oktober 2013 für die Flächen der SHLF einen gesonderten Managementplan aufgestellt.
Keine der FFH-Teilgebietsflächen steht unter Naturschutz, allerdings liegt der überwiegende Teil im am 26. März 2018 gegründetem Landschaftsschutzgebiet „Ostenfeld-Schwabstedter Geest mit vorgelagerter Marsch“. Die FFH-Teilgebiete Bremsburger Wald und Lehmsieker Forst grenzen an das FFH-Gebiet Treene Winderatter See bis Friedrichstadt und Bollingstedter Au.
Mit der Gebietsbetreuung des FFH-Gebietes Wälder der Ostenfelder Geest gem. § 20 LNatSchG wurde der Verein für Naturschutz und Landschaftspflege – Mittleres Nordfriesland e.V. durch das LLUR beauftragt. Im Januar 2019 hat sich der Verein Runder Tisch Naturschutz Nordfriesland e.V. als Zusammenschluss aller am Naturschutz im Kreis Nordfriesland beteiligten Interessenvertreter gegründet. Dieser hat sich auch zum Ziel gesetzt, die Belange der nördlich der Krummbek, einem Zufluss der Treene, gelegenen FFH-Teilgebietsflächen des FFH-Gebietes Wälder der Ostenfelder Geest, die nicht im Besitz der SHLF sind, zu thematisieren.
Das LLUR hat für das FFH-Gebiet ein BIS-Faltblatt herausgegeben, das kostenlos im Internet als PDF heruntergeladen werden kann. Das Faltblatt kann von Besuchern des RuheForstes Nordfriesisches Friedhofswerk Ostenfeld / Husum aus einem robusten Metallspender auf dem Besucherparkplatz an der Kreisstraße K 54 in der Nähe des FFH-Teilgebietes Kirchenwald (Brendhörn) entnommen werden.

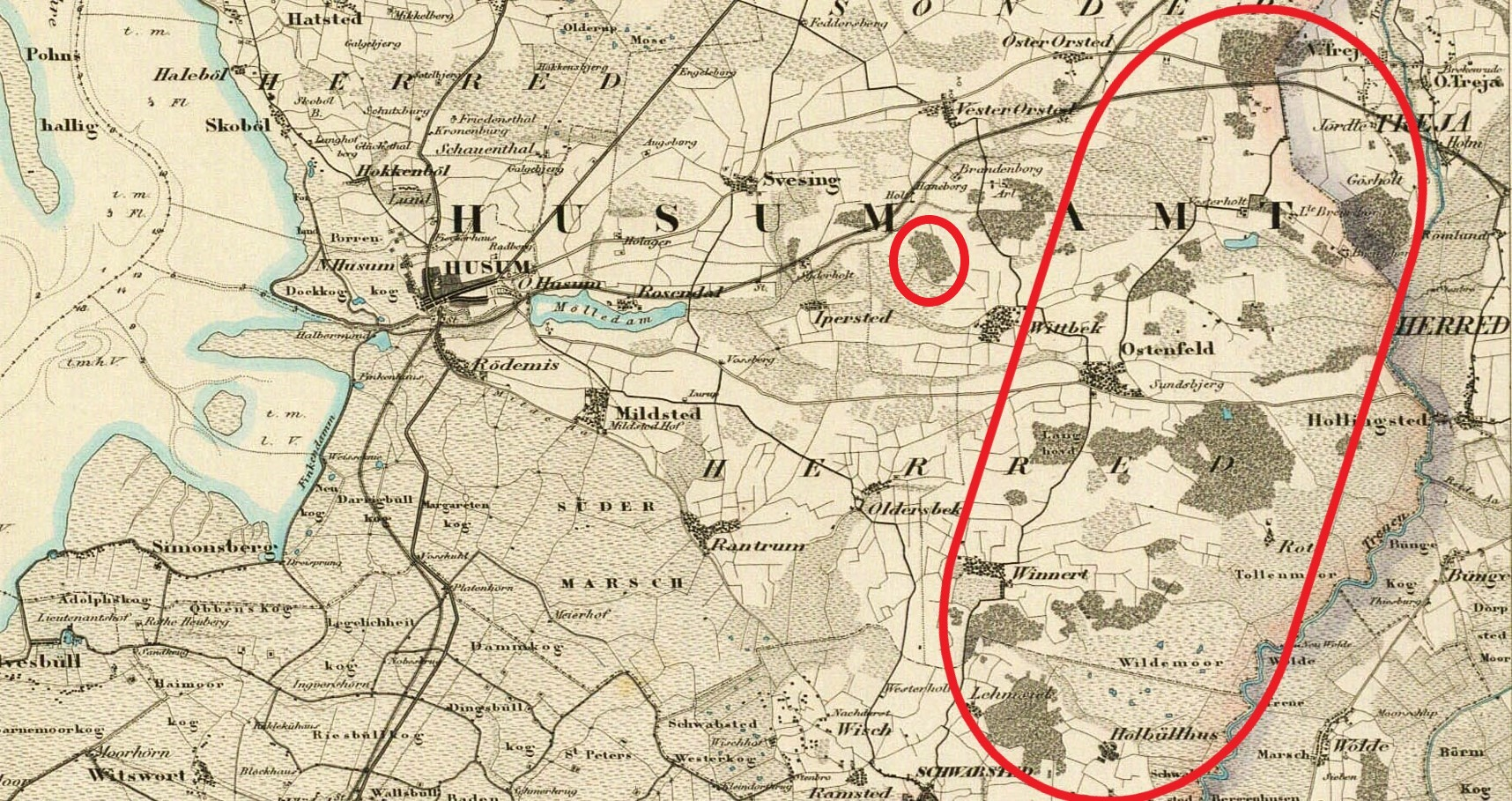
Bild 1: Wälder der Ostenfelder Geest um 1858
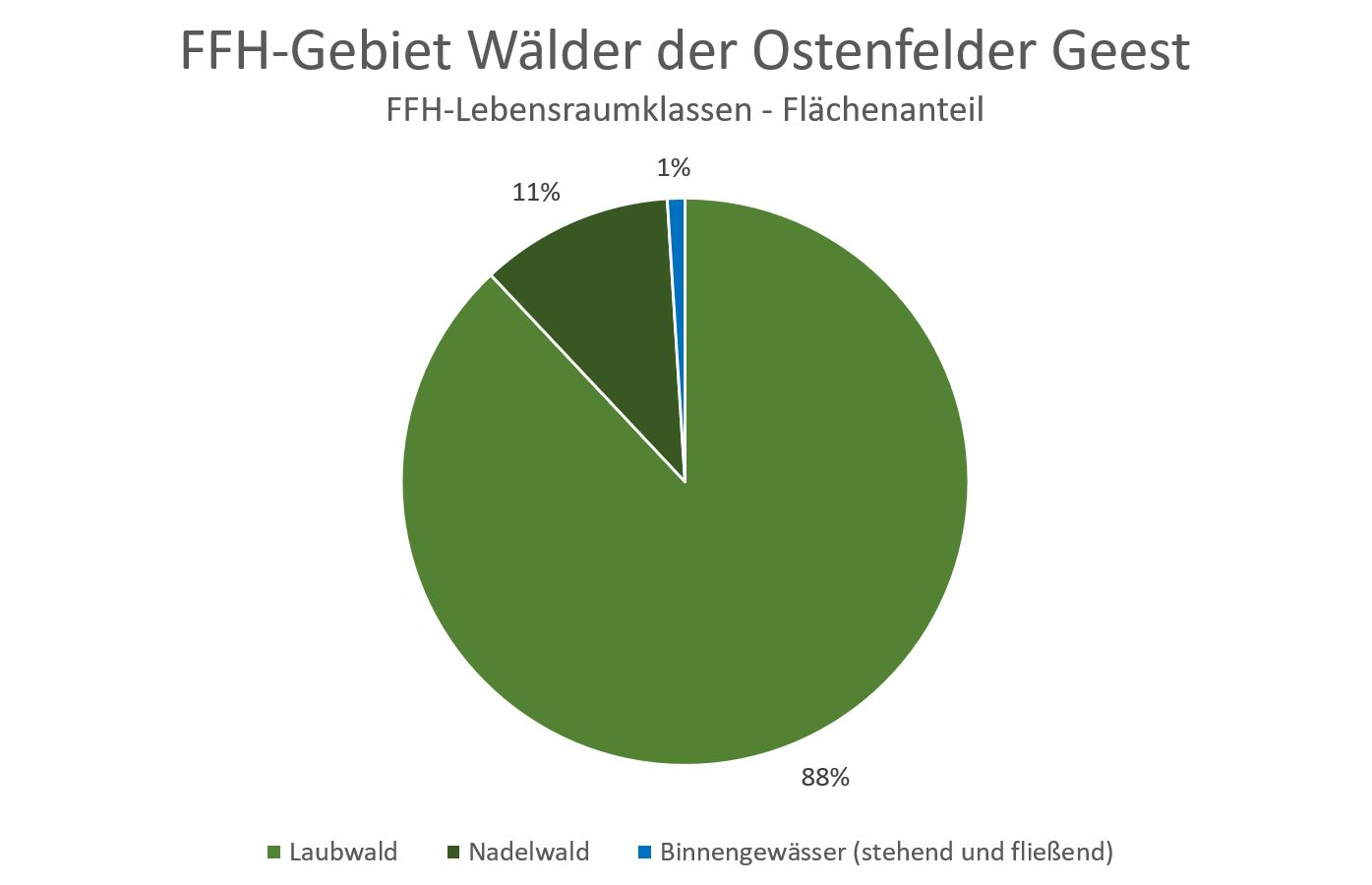
Diagramm 1: FFH-Lebensraumklassen
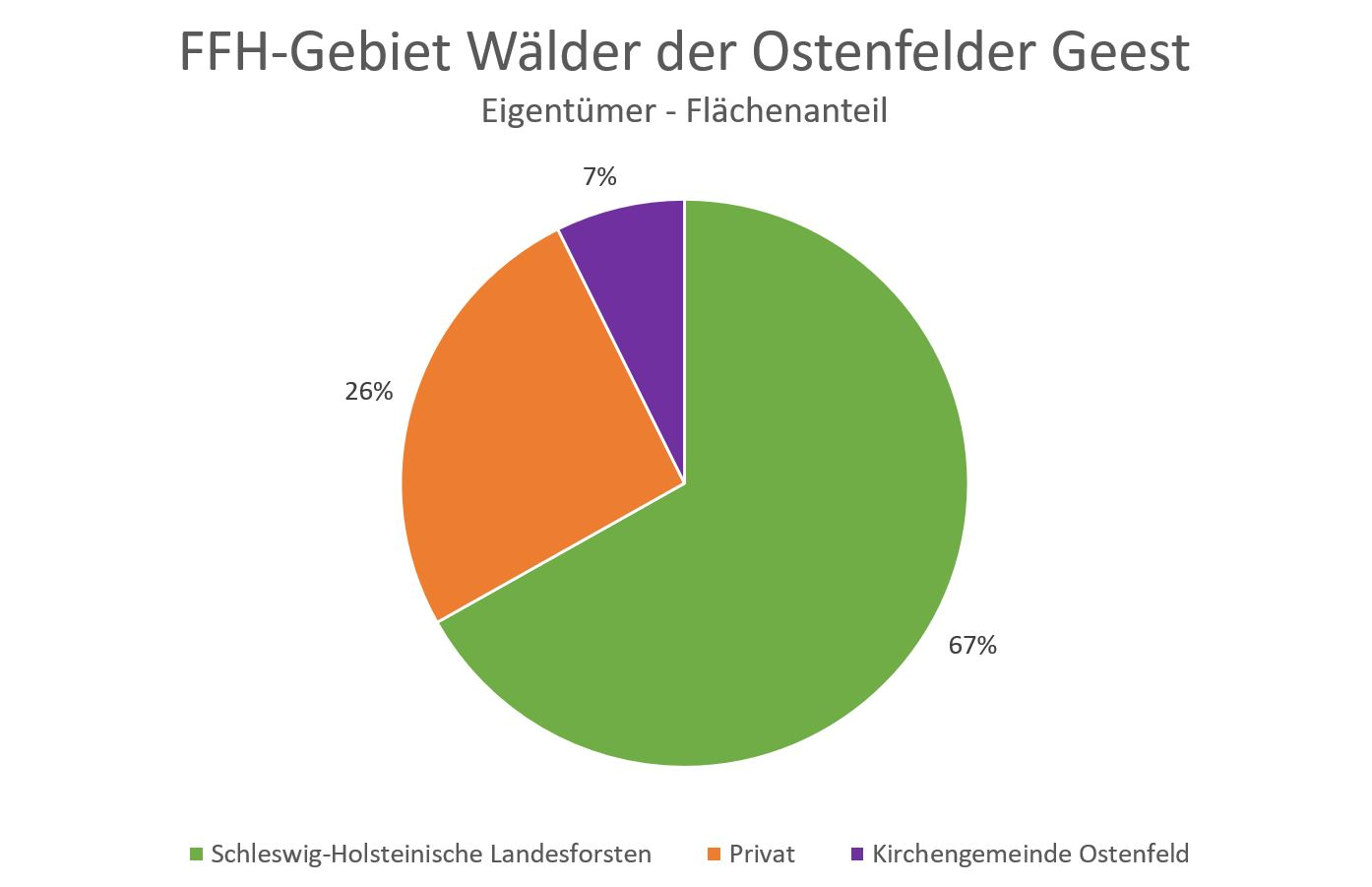
Diagramm 2: Eigentümer

## FFH-Erhaltungsgegenstand

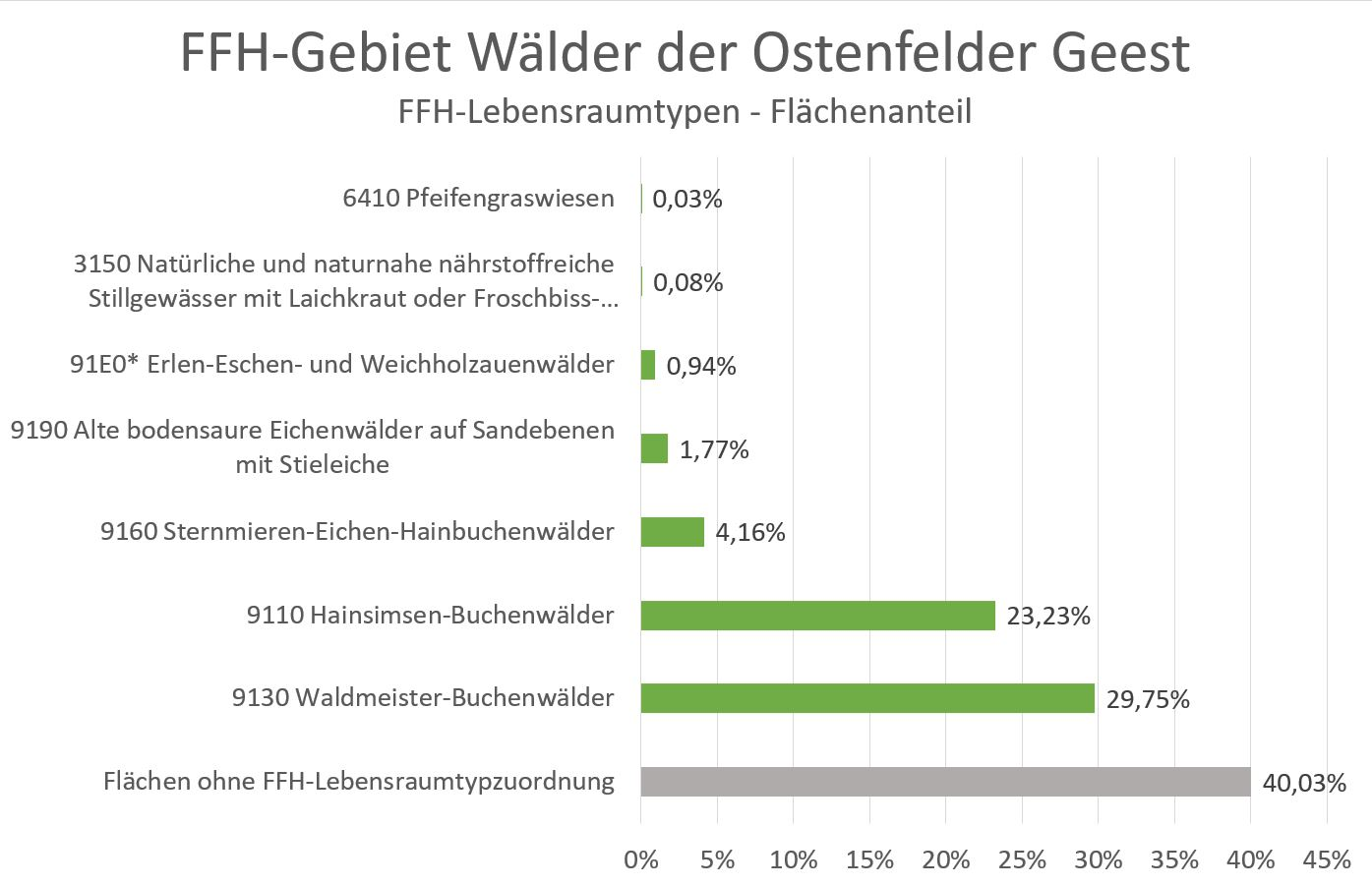
Diagramm 3: FFH-Lebensraumtypen

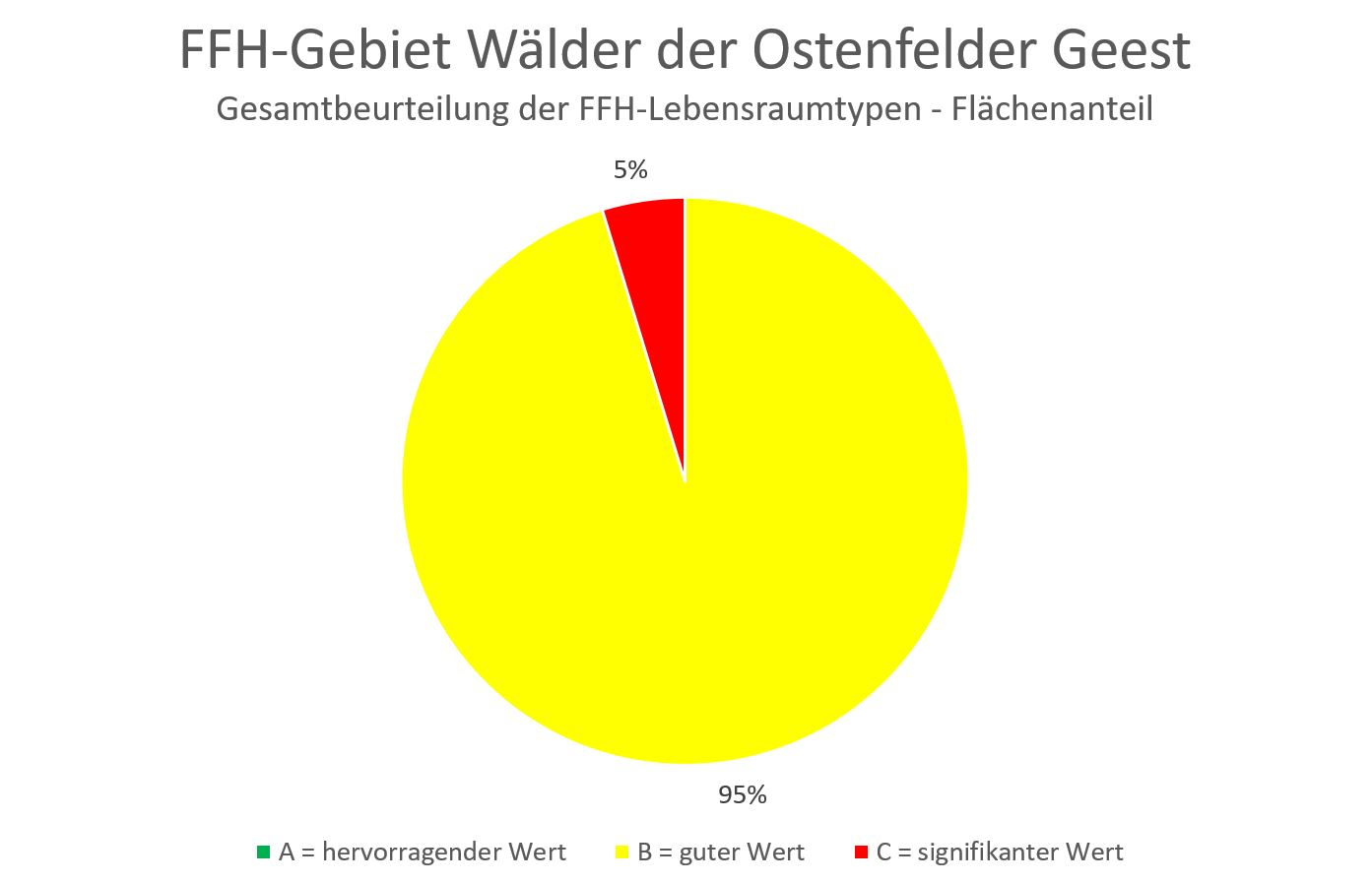
Diagramm 4: Gesamtbeurteilung der FFH-Lebensraumtypen

Laut NATURA 2000-Standard-Datenbogen vom Mai 2019 sind folgende FFH-Lebensraumtypen und Arten für das FFH-Gebiet Wälder der Ostenfelder Geest als Erhaltungsgegenstände mit den entsprechenden Beurteilungen zum Erhaltungszustand der Umweltbehörde der Europäischen Union gemeldet worden (Gebräuchliche Kurzbezeichnung (BfN)):
FFH-Lebensraumtypen nach Anhang I der EU-Richtlinie:
- 3150 Natürliche und naturnahe nährstoffreiche Stillgewässer mit Laichkraut oder Froschbiss-Gesellschaften (Gesamtbeurteilung C)[24]
- 6410 Pfeifengraswiesen (Gesamtbeurteilung C)[25]
- 9110 Hainsimsen-Buchenwälder (Gesamtbeurteilung B)[26]
- 9130 Waldmeister-Buchenwälder (Gesamtbeurteilung B)[27]
- 9160 Sternmieren-Eichen-Hainbuchenwälder (Gesamtbeurteilung B)[28]
- 9190 Alte bodensaure Eichenwälder auf Sandebenen mit Stieleiche (Gesamtbeurteilung C)[29]
- 91E0* Erlen-Eschen- und Weichholzauenwälder (Gesamtbeurteilung C)[30]

Arten gemäß Artikel 4 der Richtlinie 2009/147/EG und Anhang II der Richtlinie 92/43/EWG:
- 1166 Kammmolch (Gesamtbeurteilung C)[32]

## FFH-Erhaltungsziele
Aus den oben aufgeführten FFH-Erhaltungsgegenständen werden als FFH-Erhaltungsziele von besonderer Bedeutung die Erhaltung folgender Lebensraumtypen und Arten im FFH-Gebiet vom Ministerium für Energiewende, Landwirtschaft, Umwelt und ländliche Räume des Landes Schleswig-Holstein erklärt:
- 3150 Natürliche und naturnahe nährstoffreiche Stillgewässer mit Laichkraut oder Froschbiss-Gesellschaften
- 9110 Hainsimsen-Buchenwälder
- 9130 Waldmeister-Buchenwälder
- 9160 Sternmieren-Eichen-Hainbuchenwälder
- 9190 Alte bodensaure Eichenwälder auf Sandebenen mit Stieleiche

Aus den oben aufgeführten FFH-Erhaltungsgegenständen werden als FFH-Erhaltungsziele von Bedeutung die Erhaltung folgender Lebensraumtypen und Arten im FFH-Gebiet vom Ministerium für Energiewende, Landwirtschaft, Umwelt und ländliche Räume des Landes Schleswig-Holstein erklärt:
- 1166 Kammmolch

## FFH-Teilgebiete

### Oster-Ohrstedtholz (Osterohrstedt)

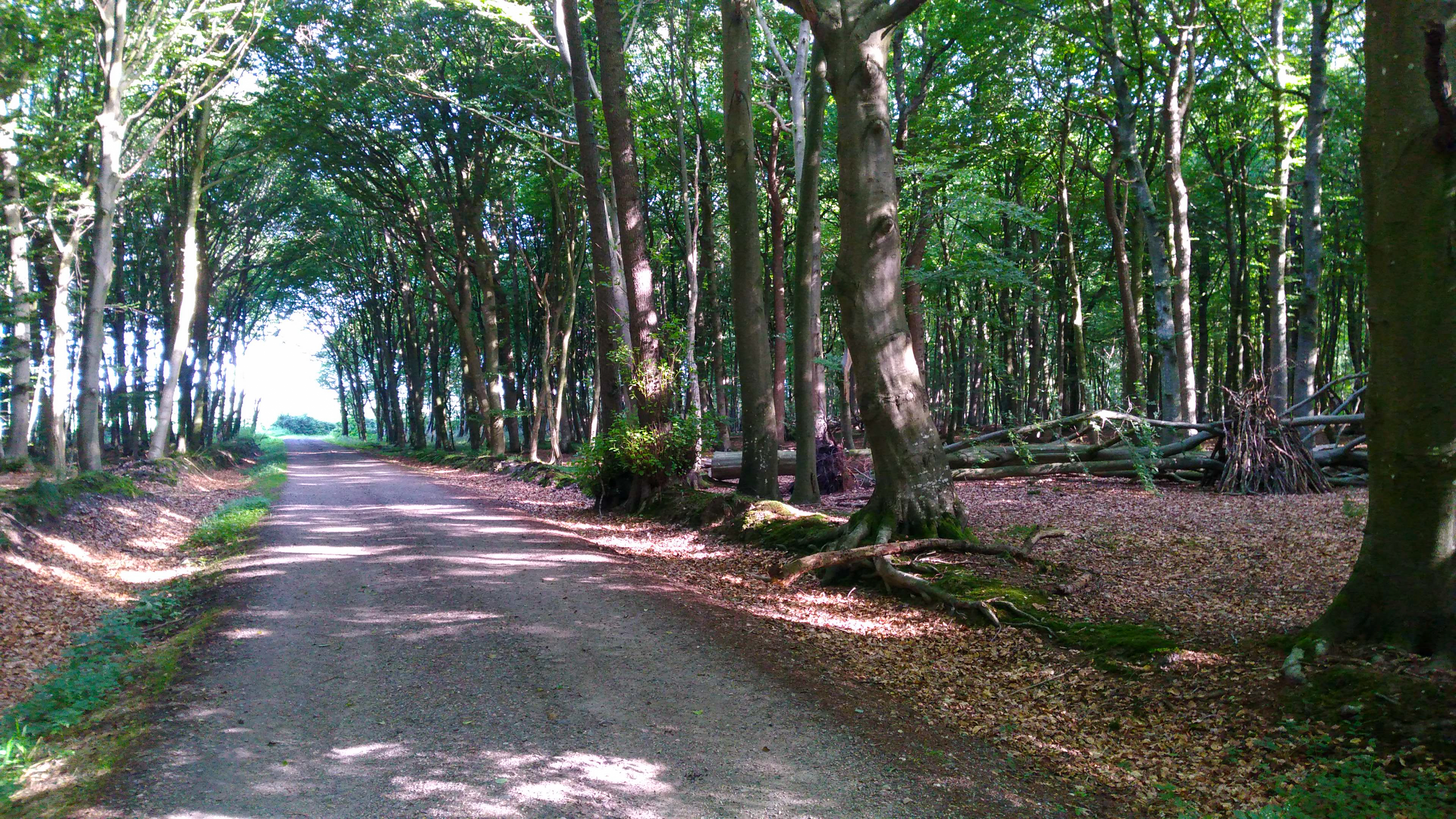
Oster-Ohrstedtholz

Der westliche Teil des Oster-Ohrstedtholzes liegt im Kreis Nordfriesland in der Gemeinde Oster-Ohrstedt und der östliche Teil im Kreis Schleswig-Flensburg in der Gemeinde Treia nördlich der Bundesstraße B 201. Der höchste Punkt liegt mit 31,7 m über NN an der Südgrenze nahe der B 201. Das Gelände fällt von dort aus nach Norden kegelförmig bis auf 16 m über NN am Norderbrook ab. Es hat eine Fläche von 137 ha und ist damit das zweitgrößte Teilgebiet. Der größte Teil mit 121 ha befindet sich im Besitz der SHLF. Das Oster-Ohrstedtholz entwässert nach Nordosten über einen Graben in die Grumsholmer Bek und diese wiederum in die Treene.
Die vier FFH-Lebensraumtypen der Laubwälder nehmen 63 % der Fläche im Teilgebiet ein. Die restlichen 37 % sind keinem LRT zugeordnet und bestehen zum größten Teil aus Nadelgehölzen mit Sitka-Fichte und japanischer Lärche. Sie laufen bei der Biotoptypkartierung unter der Bezeichnung WF sonstiger flächenhaft nutzungsgeprägter Wald. Den größten Flächenanteil mit 47 % belegt der LRT 9110 Hainsimsen-Buchenwälder. Knapp ein Drittel der Fläche unterliegt laut Biotopkartierung (Stand Juli 2021) keinem besonderem Schutz, siehe Diagramm 5 und Tabelle 2.
Alle Flächen der SHLF im Teilgebiet mit Baumbeständen die älter als 81 Jahre sind, wurden zum Naturwald erklärt und sind damit der weiteren Nutzung entzogen. Dazu zählen auch Flächen, die jüngeren Alters sind.
Von der B 201 führen mehrere Forststraßen in das Gebiet und an den Waldrändern entlang. An der Nordseite der B 201 befindet sich ein Parkplatz, von dem man in den knapp 100 m östlich liegenden zentralen Forstweg gelangen kann.
Tabelle 2: Biotopkartierung FFH-Teilgebiet Oster-Ohrstedtholz (Osterohrstedt), (Stand Juli 2021)
| Biotopnummer   | Schutzstatus             | Bezeichnung                                                     | Fläche [m²] | Kartierdatum       |
| -------------- | ------------------------ | --------------------------------------------------------------- | ----------- | ------------------ |
| 325186040-0401 | LRT                      | 9110 Hainsimsen-Buchenwälder                                    | 388203      | 18. Juni 2016      |
| 325166040-0106 | LRT                      | 9110 Hainsimsen-Buchenwälder                                    | 83667       | 18. Juni 2016      |
| 325166040-0102 | LRT                      | 9110 Hainsimsen-Buchenwälder                                    | 65880       | 18. Juni 2016      |
| 325186040-0108 | LRT                      | 9110 Hainsimsen-Buchenwälder                                    | 23556       | 18. Juni 2016      |
| 325166040-0125 | LRT                      | 9110 Hainsimsen-Buchenwälder                                    | 17819       | 18. Juni 2016      |
| 325186040-0105 | LRT                      | 9110 Hainsimsen-Buchenwälder                                    | 12467       | 18. Juni 2016      |
| 325166040-0138 | LRT                      | 9110 Hainsimsen-Buchenwälder                                    | 12317       | 18. Juni 2016      |
| 325166040-0118 | LRT                      | 9110 Hainsimsen-Buchenwälder                                    | 9289        | 18. Juni 2016      |
| 325166040-0122 | LRT                      | 9110 Hainsimsen-Buchenwälder                                    | 9278        | 18. Juni 2016      |
| 325166040-0113 | LRT                      | 9110 Hainsimsen-Buchenwälder                                    | 8771        | 18. Juni 2016      |
| 325166040-0198 | LRT                      | 9110 Hainsimsen-Buchenwälder                                    | 7785        | 18. Juni 2016      |
| 325166040-0109 | LRT                      | 9110 Hainsimsen-Buchenwälder                                    | 6431        | 18. Juni 2016      |
| 325166040-0135 | LRT                      | 9110 Hainsimsen-Buchenwälder                                    | 5088        | 18. Juni 2016      |
| 325166040-0134 | LRT                      | 9110 Hainsimsen-Buchenwälder                                    | 2918        | 18. Juni 2016      |
| 325186040-0406 | LRT                      | 9130 Waldmeister-Buchenwälder                                   | 25105       | 15. September 2016 |
| 325186040-0403 | LRT                      | 9130 Waldmeister-Buchenwälder                                   | 21894       | 15. September 2016 |
| 325186040-0404 | LRT                      | 9130 Waldmeister-Buchenwälder                                   | 19741       | 15. September 2016 |
| 325166040-0136 | LRT                      | 9130 Waldmeister-Buchenwälder                                   | 13697       | 18. Juni 2016      |
| 325166040-0129 | LRT                      | 9130 Waldmeister-Buchenwälder                                   | 12515       | 18. Juni 2016      |
| 325166040-0104 | LRT                      | 9130 Waldmeister-Buchenwälder                                   | 9978        | 18. Juni 2016      |
| 325166040-0128 | LRT                      | 9130 Waldmeister-Buchenwälder                                   | 8959        | 18. Juni 2016      |
| 325166040-0103 | LRT                      | 9130 Waldmeister-Buchenwälder                                   | 5787        | 18. Juni 2016      |
| 325166040-0112 | LRT                      | 9130 Waldmeister-Buchenwälder                                   | 5074        | 18. Juni 2016      |
| 325166040-0403 | LRT                      | 9130 Waldmeister-Buchenwälder                                   | 3590        | 1. September 2015  |
| 325166040-0105 | LRT                      | 9130 Waldmeister-Buchenwälder                                   | 1179        | 18. Juni 2016      |
| 325186040-0405 | LRT                      | 9190 Alte bodensaure Eichenwälder auf Sandebenen mit Stieleiche | 23081       | 15. September 2016 |
| 325186040-0111 | LRT                      | 9190 Alte bodensaure Eichenwälder auf Sandebenen mit Stieleiche | 21133       | 18. Juni 2016      |
| 325166040-0139 | LRT                      | 9190 Alte bodensaure Eichenwälder auf Sandebenen mit Stieleiche | 18434       | 18. Juni 2016      |
| 325166040-0110 | LRT                      | 9190 Alte bodensaure Eichenwälder auf Sandebenen mit Stieleiche | 9430        | 18. Juni 2016      |
| 325186040-0104 | LRT                      | 9190 Alte bodensaure Eichenwälder auf Sandebenen mit Stieleiche | 8817        | 18. Juni 2016      |
| 325166040-0123 | LRT                      | 9190 Alte bodensaure Eichenwälder auf Sandebenen mit Stieleiche | 5944        | 18. Juni 2016      |
| 325186040-0109 | LRT                      | 9190 Alte bodensaure Eichenwälder auf Sandebenen mit Stieleiche | 2222        | 18. Juni 2016      |
| 325166040-0137 | LRT                      | 9190 Alte bodensaure Eichenwälder auf Sandebenen mit Stieleiche | 1848        | 18. Juni 2016      |
| 325166040-0404 | LRT                      | 9190 Alte bodensaure Eichenwälder auf Sandebenen mit Stieleiche | 1106        | 1. September 2015  |
| 325166040-0120 | LRT                      | 9190 Alte bodensaure Eichenwälder auf Sandebenen mit Stieleiche | 1045        | 18. Juni 2016      |
| 325186040-0107 | LRT + ges. gesch. Biotop | 9190 + FBn Sonstiger naturnaher Bach                            | 1028        | 18. Juni 2016      |
| 325166040-0126 | LRT + ges. gesch. Biotop | 9130 + FBn Sonstiger naturnaher Bach                            | 669         | 18. Juni 2016      |
| 325166040-0107 | LRT + ges. gesch. Biotop | 9110 + FBn Sonstiger naturnaher Bach                            | 565         | 18. Juni 2016      |
| 325186040-0110 | LRT + ges. gesch. Biotop | 9190 + FBn Sonstiger naturnaher Bach                            | 563         | 18. Juni 2016      |
| 325186040-0402 | ges. gesch. Biotop       | FSy Sonstiges Stillgewässer                                     | 437         | 15. September 2016 |
| 325166040-0121 | ges. gesch. Biotop       | WEe Erlen-Eschen-Sumpfwald (90 %) + WTe (10 %)                  | 42546       | 18. Juni 2016      |
| 325186040-0106 | ges. gesch. Biotop       | WEe Erlen-Eschen-Sumpfwald                                      | 15950       | 18. Juni 2016      |
| 325166040-0114 | ges. gesch. Biotop       | WEe Erlen-Eschen-Sumpfwald                                      | 2038        | 18. Juni 2016      |
| 325166040-0127 | ges. gesch. Biotop       | WEe Erlen-Eschen-Sumpfwald                                      | 1906        | 18. Juni 2016      |

### Bremsburger Wald (Bremsburg)

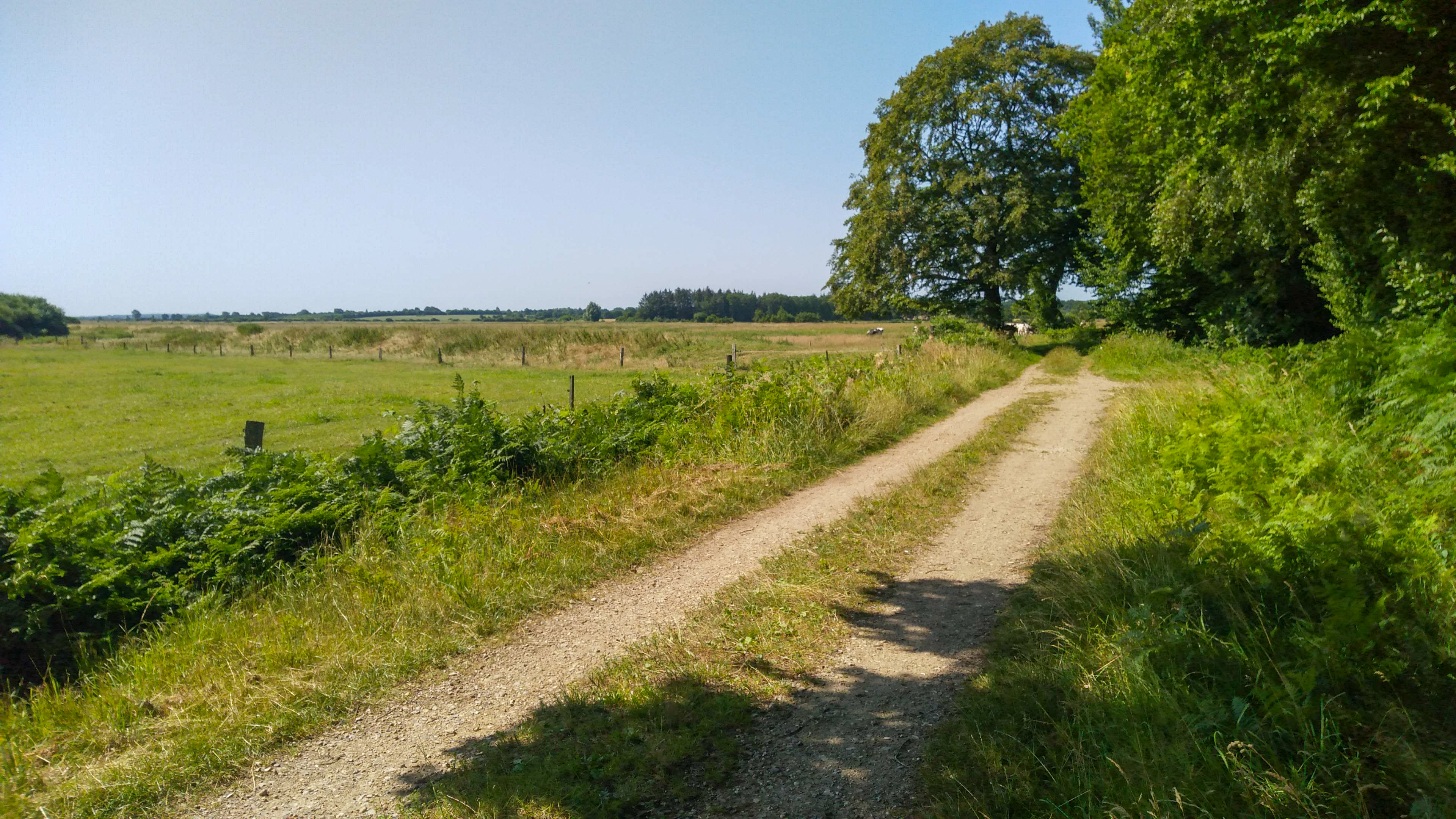
Teilgebiet Bremsburger Wald an der Treeneaue

Der Bremsburger Wald liegt vollständig im Kreis Schleswig-Flensburg in der Gemeinde Treia. Die Nordwestgrenze bildet die Straße Waldweg, die Nordostgrenze der Steenwallholter Bach, die Südost- und die Südgrenze die Wiesen der Treeneauen und die Westgrenze intensiv genutzte Grünlandflächen. Der höchste Bereich liegt an der Nordwestecke mit 19 m über NN. Das Gelände fällt von dort aus nach Süden bis zu den Süderwiesen an der Südspitze bis auf 2 m über NN ab. Es hat eine Fläche von 143 ha und ist damit das größte Teilgebiet. Davon befinden sich 142,6 ha im Besitz der SHLF.
Im Teilgebiet ist 62 % der Fläche mit FFH-Lebensraumtypen belegt. Die restlichen 38 % sind keinem LRT zugeordnet und bestehen zum größten Teil aus Nadelgehölzen mit Sitka-Fichte und japanischer Lärche. Sie laufen bei der Biotoptypkartierung unter der Bezeichnung WF sonstiger flächenhaft nutzungsgeprägter Wald. Den größten Flächenanteil mit 47 % belegt der LRT 9130 Waldmeister-Buchenwälder. Knapp die Hälfte der Teilgebietsfläche unterliegt laut Biotopkartierung (Stand Juli 2021) keinem besonderem Schutz, siehe Diagramm 6 und Tabelle 3.
Im Norden und Nordwesten befinden sich über 100-jährige Laubwaldbestände. Südlich der Bremsburger Straße (K 10) sind die Abteilungen 4714a und 4715a zu Naturwald erklärt worden und sind damit der weiteren Nutzung entzogen. Die Abteilung 4715a besteht zum großen Teil aus Mischwald, was eine vom Land gewünschte Umwandlung in Laubwald erschwert.
Die Kreisstraße K 10 durchschneidet das Teilgebiet von Ost nach West. Es ist von einigen Waldwegen durchzogen. Der Bremsburger Wald entwässert nach Südosten über fünf Gräben direkt in die Treene. An der Südspitze erfolgt die Entwässerung über ein 2328 m² großes eutrophes Stillgewässer über die Krummbek in die Treene. Im Südosten grenzt das Teilgebiet auf der ganzen Länge an das FFH-Gebiet Treene Winderatter See bis Friedrichstadt und Bollingstedter Au.
Tabelle 3: Biotopkartierung FFH-Teilgebiet Bremsburger Wald (Bremsburg), (Stand Juli 2021)
| Biotopnummer   | Schutzstatus             | Bezeichnung                                                     | Fläche [m²] | Kartierdatum      |
| -------------- | ------------------------ | --------------------------------------------------------------- | ----------- | ----------------- |
| 325206036-0401 | LRT                      | 9110 Hainsimsen-Buchenwälder                                    | 160759      | 19. August 2015   |
| 325186038-0401 | LRT                      | 9110 Hainsimsen-Buchenwälder                                    | 19892       | 19. August 2015   |
| 325206038-0401 | LRT                      | 9110 Hainsimsen-Buchenwälder                                    | 59348       | 19. August 2015   |
| 325186036-0407 | LRT                      | 9110 Hainsimsen-Buchenwälder                                    | 55085       | 8. September 2015 |
| 325206036-0402 | LRT                      | 9130 Waldmeister-Buchenwälder                                   | 156973      | 19. August 2015   |
| 325186036-0408 | LRT                      | 9130 Waldmeister-Buchenwälder                                   | 83693       | 8. September 2015 |
| 325206038-0402 | LRT                      | 9130 Waldmeister-Buchenwälder                                   | 72881       | 19. August 2015   |
| 325206036-0406 | LRT                      | 9130 Waldmeister-Buchenwälder                                   | 119997      | 19. August 2015   |
| 325186036-0406 | LRT                      | 9190 Alte bodensaure Eichenwälder auf Sandebenen mit Stieleiche | 46271       | 8. September 2015 |
| 325206036-0407 | LRT + ges. gesch. Biotop | 3150 + FSe Eutrophes Stillgewässer                              | 2328        | 19. August 2015   |
| 325206038-0404 | ges. gesch. Biotop       | FBn Sonstiger naturnaher Bach                                   | 372         | 19. August 2015   |
| 325206038-0430 | ges. gesch. Biotop       | FKy Sonstiges Kleingewässer                                     | 25          | 19. August 2015   |

### Osterholz (Großbremsburg)

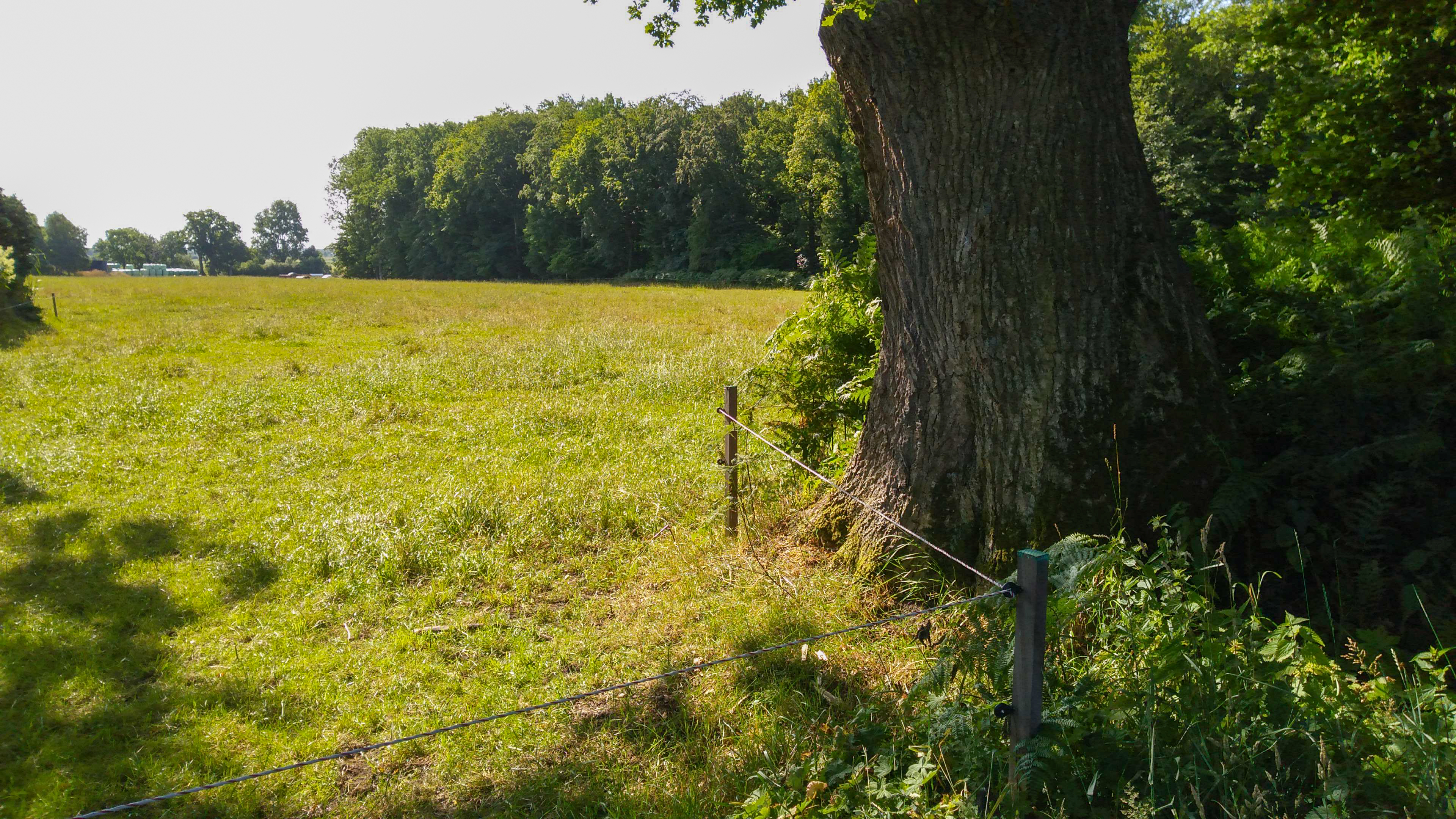
Teilgebiet Osterholz

Das Teilgebiet Osterholz liegt 300 m südwestlich des Teilgebietes Bremsburger Wald. Es gehört zur Gemeinde Wester-Ohrstedt im Kreis Nordfriesland und liegt zwischen dem Gehöft Groß Bremsburg im Nordosten und den Auen der Krummbek im Südwesten. Der höchste Bereich liegt an der Nordostgrenze mit 13 m über NN. Das Gelände fällt von dort aus nach Süden bis auf 2,5 m über NN ab. Es hat eine Fläche von 18 ha. Davon befinden sich der nördliche Teil mit 10 ha im Besitz der SHLF, der Rest ist im Privatbesitz. Der SHLF-Teil gehört zur Abteilung 4714 des östlich gelegenen Teilgebietes Bremsburger Wald und besteht fast vollständig aus über 100-jährigen Bäumen. Das Teilgebiet ist auf nahezu der gesamten Fläche mit drei FFH-Lebensraumtypen ausgewiesen. Der größte ist der LRT 9130 Waldmeister-Buchenwald, gefolgt von 9160 Sternmieren-Eichen-Hainbuchenwälder und 9190 Alte bodensaure Eichenwälder auf Sandebenen mit Stieleiche. Im Südosten befindet sich ein gesetzlich geschütztes Biotop vom Biotoptyp FSy Sonstiges Stillgewässer mit einer Größe von 482 m². Das Teilgebiet entwässert über diesen Teich über einen Abfluss in die Krummbek. In der aktuellen Biotopkartierung ist der LRT 9160 nicht mehr vertreten, siehe Tabelle 4. Laut Biotopkartierung (Stand Juli 2021) unterliegen 13 % der Teilgebietsfläche keinem besonderem Schutz, siehe Diagramm 7 und Tabelle 4.
Tabelle 4: Biotopkartierung FFH-Teilgebiet Osterholz (Großbremsburg), (Stand Juli 2021)
| Biotopnummer   | Schutzstatus       | Bezeichnung                                                     | Fläche [m²] | Kartierdatum      |
| -------------- | ------------------ | --------------------------------------------------------------- | ----------- | ----------------- |
| 325186036-0401 | LRT                | 9130 Waldmeister-Buchenwälder                                   | 143871      | 7. September 2015 |
| 325186036-0402 | LRT                | 9190 Alte bodensaure Eichenwälder auf Sandebenen mit Stieleiche | 11748       | 7. September 2015 |
| 325186036-0403 | ges. gesch. Biotop | FSy Sonstiges Stillgewässer                                     | 482         | 7. September 2015 |

### Mittelholz (Kleinbremsburg)

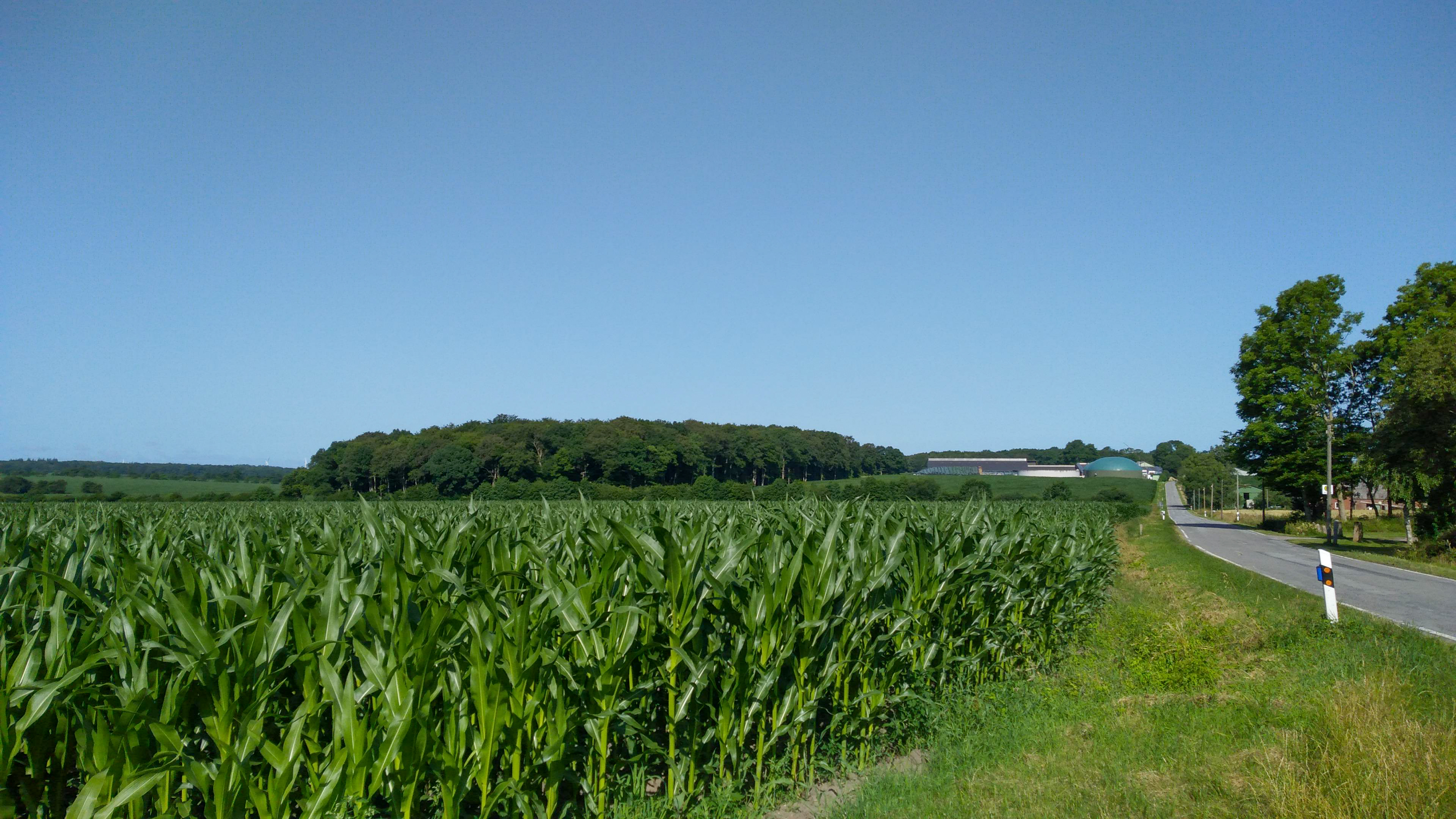
Teilgebiet Mittelholz

Das Teilgebiet Mittelholz liegt 300 m nordwestlich des Teilgebietes Osterholz. Es gehört zur Gemeinde Wester-Ohrstedt im Kreis Nordfriesland und liegt zwischen der Biogasanlage Kleinbremsburg im Norden und den Grünlandflächen an der Krummbek im Süden. Der höchste Bereich liegt an der Nordspitze mit 16,5 m über NN. Das Gelände fällt von dort aus nach Süden bis auf 4 m über NN ab. Es hat eine Fläche von 9,3 ha. Das Teilgebiet befindet sich im Privatbesitz. Laut Karte der Preussischen Landesaufnahme von 1879 war dieses Waldgebiet damals um ein Drittel größer als heute. Das Mittelholz entwässert über einen Graben an der Ostseite in die Krummbek.
Das Teilgebiet weist nach der Kartierung aus dem Jahre 2010 ausschließlich den LRT 9190 Alte bodensaure Eichenwälder auf Sandebenen mit Stieleiche auf. Die Biotopkartierung aus dem Jahre 2010 weist hingegen zu 90 % den Biotoptyp (WE) Feucht- und Sumpfwald aus. Die Biotopkartierung (Stand Juli 2021) weist ausschließlich zwei LRT-Flächen aus, siehe Tabelle 5. Das Teilgebiet steht fast vollständig unter dem Schutz als Natura-2000-Gebiet oder Biotop, siehe Diagramm 8. Die Zuwegung zum Teilgebiet erfolgt ausschließlich vom Norden über die Straße Bremsburg über einen Feldweg am Ostrand.
Tabelle 5: Biotopkartierung FFH-Teilgebiet Mittelholz, (Stand Juli 2021)
| Biotopnummer   | Schutzstatus | Bezeichnung                   | Fläche [m²] | Kartierdatum      |
| -------------- | ------------ | ----------------------------- | ----------- | ----------------- |
| 325186036-0404 | LRT          | 9130 Waldmeister-Buchenwälder | 79335       | 7. September 2015 |
| 325186036-0405 | LRT          | 9110 Hainsimsen-Buchenwälder  | 9165        | 7. September 2015 |

### Westerholz

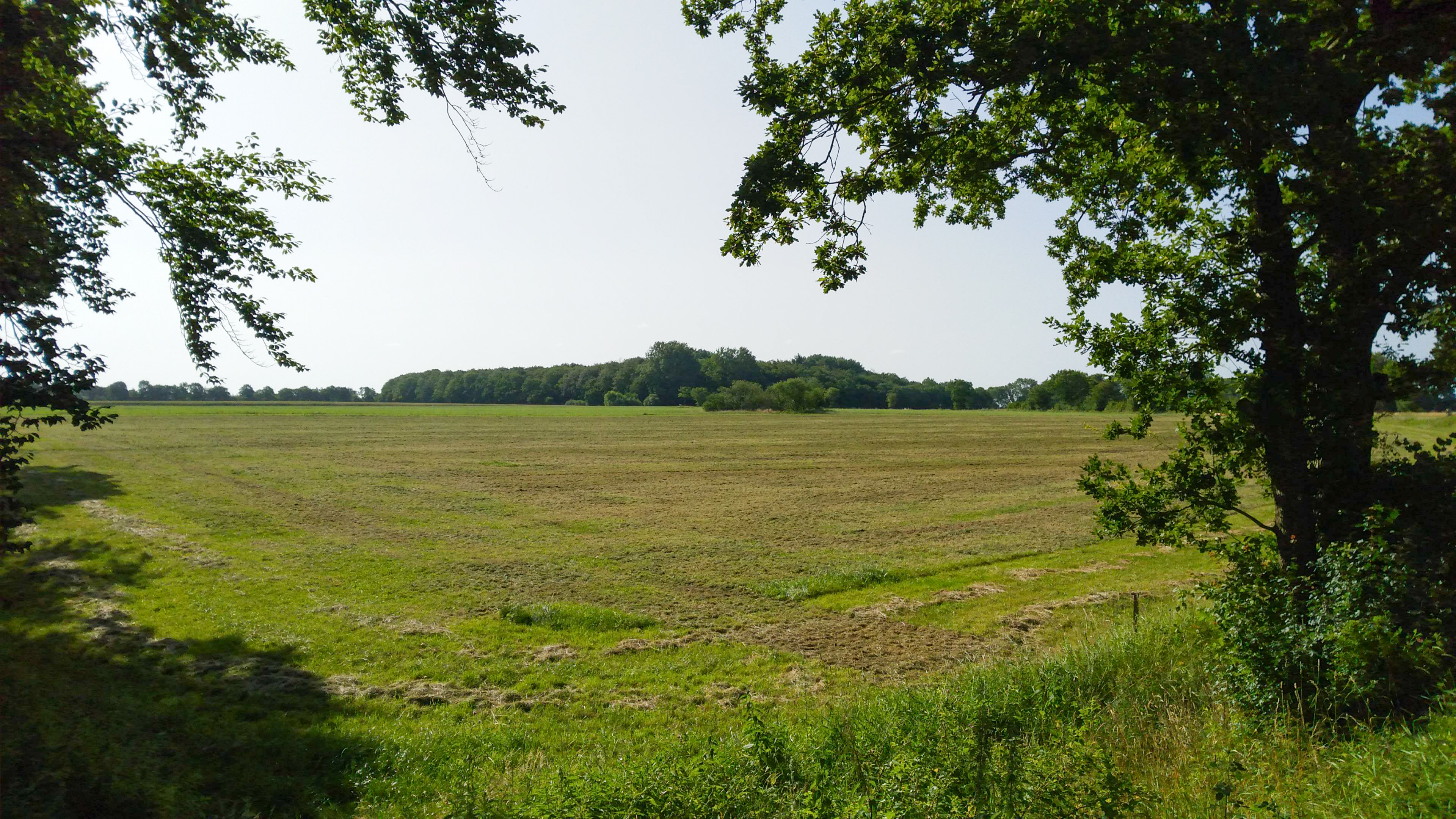
Teilgebiet Westerholz

Das Teilgebiet Westerholz liegt 190 m nordwestlich des Teilgebietes Mittelholz. Es gehört zur Gemeinde Wester-Ohrstedt im Kreis Nordfriesland und grenzt im Norden an die Kreisstraße K 10, im Westen an die Zufahrt zu den Grundstücken Westerholz 12–15 und im Osten bis zum Grundstück Westerholz 10. Der höchste Bereich liegt an der Nordspitze mit 21 m über NN. Das Gelände fällt von dort aus nach Süden bis auf 12 m über NN ab. Es hat eine Fläche von 11,8 ha. Das Teilgebiet befindet sich im Privatbesitz. Laut Karte der Preussischen Landesaufnahme von 1879 war dieses Gebiet damals kein Waldgebiet. Es weist nach der Kartierung aus dem Jahre 2010 als häufigsten Lebensraumtyp den LRT 9160 Sternmieren-Eichen-Hainbuchenwälder und in zwei kleineren Bereichen den LRT 9110 Hainsimsen-Buchenwälder auf. Die Biotopkartierung (Stand Juli 2021) weist dagegen die beiden LRTs 9110 Hainsimsen-Buchenwälder und 9130 Waldmeister-Buchenwälder aus, siehe Tabelle 6. Somit haben die beiden FFH-Teilgebiete Mittel- und Westerholz ähnliche LRT-Strukturen. Das Gebiet entwässert über einen kleinen mäandrierenden Bach nach Süden in die Krummbek.
Tabelle 6: Biotopkartierung FFH-Teilgebiet Westerholz, (Stand Juli 2021)
| Biotopnummer   | Schutzstatus       | Bezeichnung                   | Fläche [m²] | Kartierdatum      |
| -------------- | ------------------ | ----------------------------- | ----------- | ----------------- |
| 325166038-0404 | LRT                | 9110 Hainsimsen-Buchenwälder  | 7691        | 7. September 2015 |
| 325166038-0403 | LRT                | 9130 Waldmeister-Buchenwälder | 63073       | 7. September 2015 |
| 325186038-0410 | LRT                | 9130 Waldmeister-Buchenwälder | 43208       | 20. August 2015   |
| 325186038-0411 | ges. gesch. Biotop | FBn Sonstiger naturnaher Bach | 781         | 20. August 2015   |

### Ohlmählen (Osterwittbekfeld)

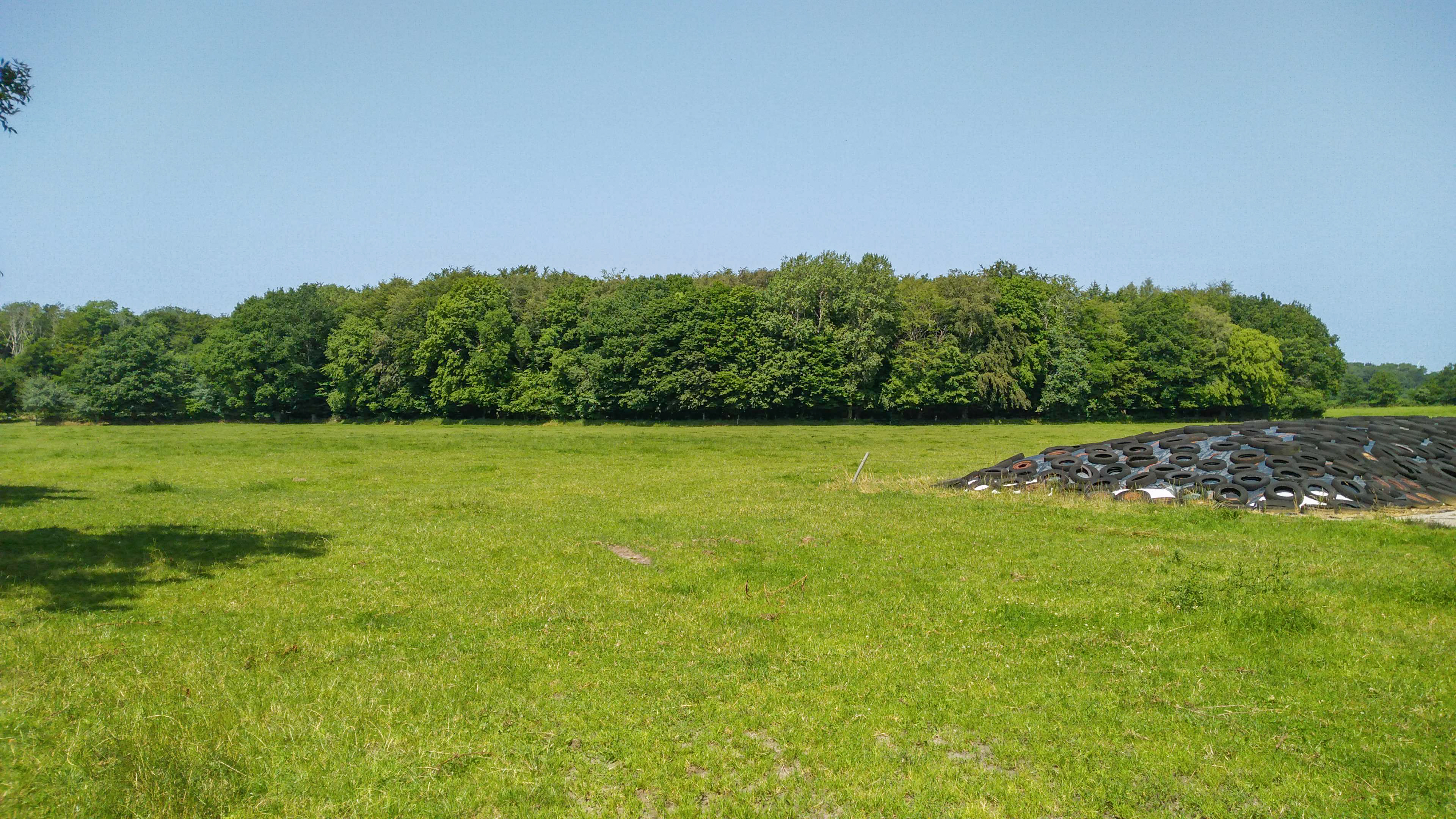
Teilgebiet Ohlmählen

Das FFH-Teilgebiet Ohlmählen, auch Osterwittbekfeld genannt, liegt im Kreis Nordfriesland in der Gemeinde Wittbek nordwestlich des Ortsteils Osterwittbekfeld. Die Kreisstraße K 53 durchschneidet das Gebiet von Ost nach West. Die Nordgrenze bildet die Straße Traiaer-Damm, die Südgrenze die Wohnbebauung von Osterwittbekfeld mit dem Abfluss der Fischteiche in die Holmsbek. Die Ostgrenze wird größtenteils durch die Holmsbek gebildet. Der höchste Bereich liegt an der Ostgrenze nördlich der K 53 mit 32 m über NN. Das Gelände fällt von dort aus nach Nordosten kegelförmig bis auf 12 m über NN ab. Es hat eine Fläche von 40,4 ha. Das Teilgebiet befindet sich im Privatbesitz. Das Waldgebiet Ohlmählen entwässert nach Nordosten über die Holmsbek und dann über die Krummbek in die Treene.
In der Biotop- und FFH-Lebensraumtyp-Kartierung des Jahres 2010 sind sechs Waldlebensraumtypen eingetragen. Im aktuellen SDB (Stand Mai 2019) ist der LRT 9120 Atlantischer, saurer Buchenwald mit Unterholz aus Stechpalme und gelegentlich Eibe für das Gesamtgebiet nicht mehr aufgeführt. Knapp ein Drittel der Teilgebietsfläche unterliegt laut Biotopkartierung (Stand Juli 2021) keinem besonderem Schutz, siehe Diagramm 10 und Tabelle 7.
Tabelle 7: Biotopkartierung FFH-Teilgebiet Ohlmählen (Osterwittbeckfeld), (Stand Juli 2021)
| Biotopnummer   | Schutzstatus             | Bezeichnung                                                                             | Fläche [m²] | Kartierungsdatum   |
| -------------- | ------------------------ | --------------------------------------------------------------------------------------- | ----------- | ------------------ |
| 325166036-0403 | LRT                      | 9110 Hainsimsen-Buchenwälder                                                            | 34659       | 9. September 2015  |
| 325166036-0404 | LRT                      | 9120 Atlantischer, saurer Buchenwald mit Unterholz aus Stechpalme und gelegentlich Eibe | 8741        | 10. September 2015 |
| 325166036-0401 | LRT                      | 9130 Waldmeister-Buchenwälder                                                           | 138573      | 9. September 2015  |
| 325166036-0402 | LRT                      | 9130 Waldmeister-Buchenwälder                                                           | 78790       | 9. September 2015  |
| 325166036-0408 | LRT + ges. gesch. Biotop | 91E0* + WAe Erlen-Eschen (Eichen)-Auwald                                                | 17070       | 10. September 2015 |
| 325166036-0410 | LRT + ges. gesch. Biotop | 3150 + FSe Eutrophes Stillgewässer                                                      | 237         | 10. September 2015 |
| 325166036-0411 | LRT + ges. gesch. Biotop | 3150 + FSe Eutrophes Stillgewässer                                                      | 275         | 10. September 2015 |
| 325166036-0409 | ges. gesch. Biotop       | FBn Sonstiger naturnaher Bach                                                           | 3176        | 9. September 2015  |
| 325166036-0407 | ges. gesch. Biotop       | FKy Sonstiges Kleingewässer                                                             | 151         | 9. September 2015  |
| 325166036-0412 | ges. gesch. Biotop       | FKy Sonstiges Kleingewässer                                                             | 130         | 10. September 2015 |
| 325166036-0413 | ges. gesch. Biotop       | FKy Sonstiges Kleingewässer                                                             | 99          | 10. September 2015 |
| 325166036-0405 | ges. gesch. Biotop       | FKy Sonstiges Kleingewässer                                                             | 145         | 9. September 2015  |
| 325166036-0406 | ges. gesch. Biotop       | FSy Sonstiges Stillgewässer                                                             | 392         | 9. September 2015  |

### Nordbrook (Wittbek-Nord)
Das FFH-Teilgebiet Nordbrook (Wittbek-Nord) liegt im Kreis Nordfriesland im Nordwesten der Gemeinde Wittbek 1,4 km nordwestlich der Wohnbebauung des Ortsteils Wittbek. Der Westrand des Waldgebietes Noordbrook (Wittbek-Nord) ist über einen Plattenweg von Wittbek aus erreichbar. Es liegt in Tallage zwischen zweier Geestrücken und wird durch das Fließgewässer Falkenburg Graben durchflossen. Der höchste Punkt liegt mit 12,5 m über NN an der Ostspitze 200 m südwestlich der Gemeindestraße. Das Gelände fällt von dort aus nach Südwesten bis auf 9 m über NN bis zum Falkenburg Graben ab. Es hat eine Fläche von 3,8 ha. Das Teilgebiet befindet sich im Privatbesitz. Es entwässert durch den Falkenburg Graben nach Nordwesten über die Husumer Mühlenau in die Nordsee.
In der Biotop- und FFH-Lebensraumtyp-Kartierung des Jahres 2010 ist nur der LRT 9160 Sternmieren-Eichen-Hainbuchenwälder vertreten. In der Biotopkartierung (Stand Juli 2021) sind zusätzlich zwei Kleingewässer östlich des Falkenburg Grabens als gesetzlich geschützte Biotope kartiert, siehe Tabelle 8.
Tabelle 8: Biotopkartierung FFH-Teilgebiet Nordbrook (Wittbek-Nord), (Stand Juli 2021)
| Biotopnummer   | Schutzstatus             | Bezeichnung                              | Fläche [m²] | Kartierungsdatum |
| -------------- | ------------------------ | ---------------------------------------- | ----------- | ---------------- |
| 325126036-0407 | LRT                      | 9160 Sternmieren-Eichen-Hainbuchenwälder | 38725       | 20. April 2016   |
| 325126036-0418 | LRT + ges. gesch. Biotop | 9160 + FKy Sonstiges Kleingewässer       | 181         | 19. April 2016   |
| 325126036-0417 | LRT + ges. gesch. Biotop | 9160 + FKy Sonstiges Kleingewässer       | 193         | 19. April 2016   |

### Nordbrook (Wittbek-Süd)

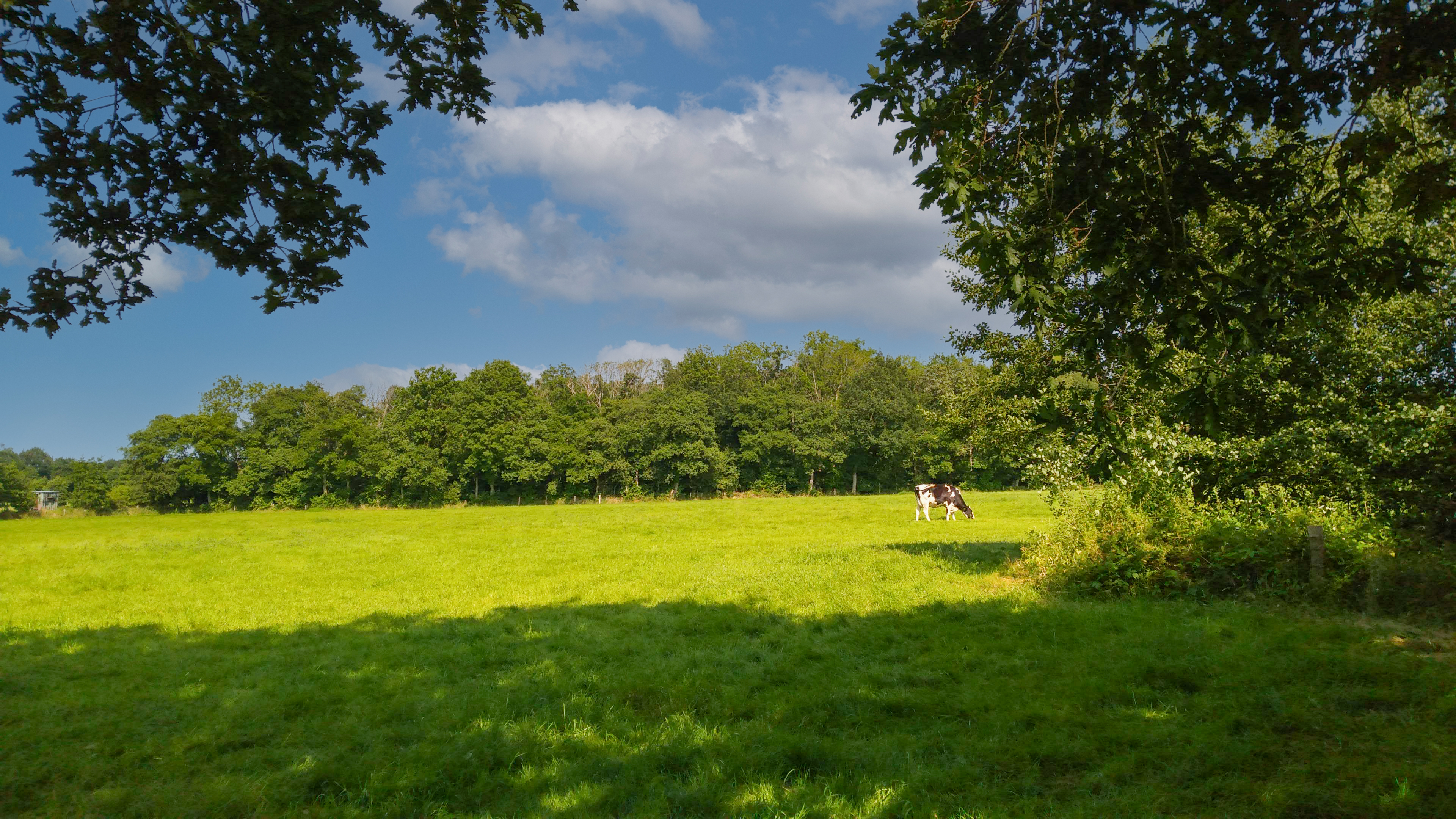
Teilgebiet Nordbrook (Wittbek-Süd)

Das FFH-Teilgebiet Nordbrook (Wittbek-Süd) liegt im Kreis Nordfriesland im Nordwesten der Gemeinde Wittbek 640 m nordwestlich der Wohnbebauung des Ortsteils Wittbek. Der Westrand des Waldgebietes Noordbrook (Wittbek-Süd) ist über einen Plattenweg und der Westrand über eine Gemeindestraße von Wittbek aus erreichbar. Es liegt in Tallage zwischen zweier Geestrücken und wird durch das Fließgewässer Falkenburg Graben durchflossen. Der höchste Punkt liegt mit 19,5 m über NN an der Ostspitze an der Gemeindestraße. Das Gelände fällt von dort aus nach Nordwesten bis auf 12 m über NN bis zum Falkenburg Graben ab. Es hat eine Fläche von 13,3 ha. Das Teilgebiet befindet sich im Privatbesitz. Es entwässert durch den Falkenburg Graben nach Nordwesten über die Husumer Mühlenau in die Nordsee.
In der Biotop- und FFH-Lebensraumtyp-Kartierung des Jahres 2010 ist nur der LRT 9160 Sternmieren-Eichen-Hainbuchenwälder vertreten. In der Biotopkartierung (Stand Juli 2021) sind zusätzlich der LRT 9190 Alte bodensaure Eichenwälder auf Sandebenen mit Stieleiche und vier Kleingewässer östlich des Falkenburg Grabens als gesetzlich geschützte Biotope kartiert, siehe Tabelle 9. Gut ein Zehntel der Teilgebietsfläche hat keinen Schutzstatus, siehe Diagramm 12.
Tabelle 9: Biotopkartierung FFH-Teilgebiet Nordbrook (Wittbek-Süd), (Stand Juli 2021)
| Biotopnummer   | Schutzstatus             | Bezeichnung                                                     | Fläche [m²] | Kartierungsdatum |
| -------------- | ------------------------ | --------------------------------------------------------------- | ----------- | ---------------- |
| 325126036-0401 | LRT                      | 9160 Sternmieren-Eichen-Hainbuchenwälder                        | 112490      | 19. April 2016   |
| 325126036-0403 | LRT                      | 9190 Alte bodensaure Eichenwälder auf Sandebenen mit Stieleiche | 5017        | 19. April 2016   |
| 325126036-0416 | LRT + ges. gesch. Biotop | 9160 + FKy Sonstiges Kleingewässer                              | 187         | 19. April 2016   |
| 325126036-0415 | LRT + ges. gesch. Biotop | 9160 + FKy Sonstiges Kleingewässer                              | 192         | 19. April 2016   |
| 325126036-0414 | LRT + ges. gesch. Biotop | 9160 + FKy Sonstiges Kleingewässer                              | 181         | 19. April 2016   |
| 325126036-0402 | LRT + ges. gesch. Biotop | 9160 + FKy Sonstiges Kleingewässer                              | 189         | 19. April 2016   |

### Langenhöfter Forst (Langenhöft)

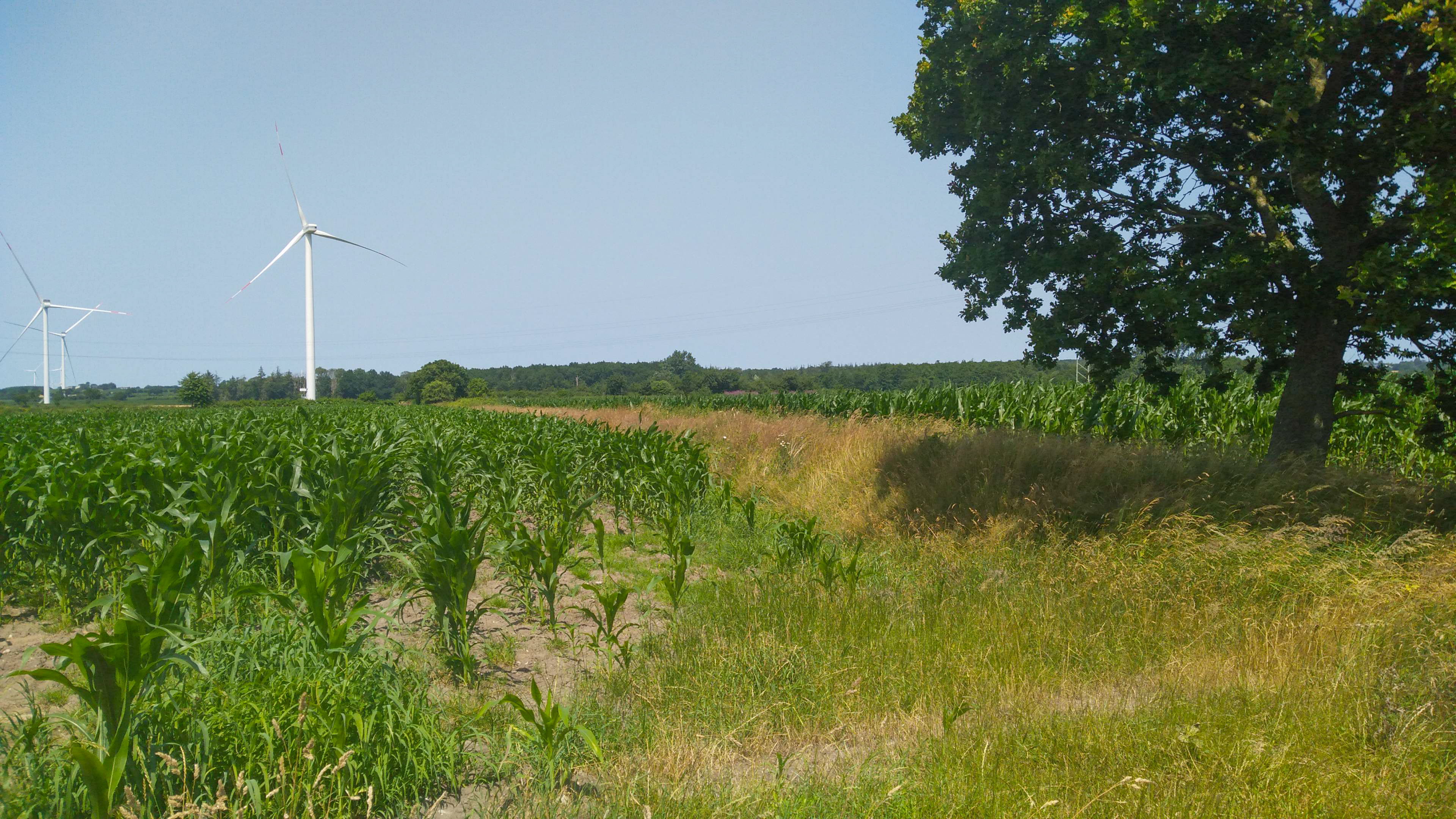
Teilgebiet Langenhöfter Forst

Das FFH-Teilgebiet Langenhöfter Forst liegt im Kreis Nordfriesland am Südrand der Gemeinde Ostenfeld (Husum) 270 m südlich der Wohnbebauung des Ortsteils Ostenfeld im Ortsteil Langenhöft. Der Ostrand des Waldgebietes Langenhöfter Forst liegt an der Landesstraße L 38. Die Südgrenze bildet das Fließgewässer Oldersbek das auch gleichzeitig die Gemeindegrenze ist. Im Westen endet das Teilgebiet an der Gemeindestraße Osterwang.
Der höchste Punkt liegt mit 38 m über NN an der Nordspitze. Das Gelände fällt von dort aus nach Süden bis auf 12 m über NN bis zur Südspitze an der Oldersbek ab. Es hat eine Fläche von 85,4 ha. Das Teilgebiet befindet sich im Besitz der Schleswig-Holsteinischen Landesforsten.
Der Forst wird von Nord nach Süd durch zahlreiche Gräben entwässert, die in einen Zentralgraben münden, der nach Westen das Gebiet verlässt und schließlich nach 700 m in die Oldersbek mündet. Das Gebiet ist durch mehrere Forstwege für den Besucher zugänglich.
Im Bereich nördlich des Forstweges Langenhöft Mitte liegen große Flächen mit Baumbeständen, die über 100 Jahre alt sind. In den Abteilungen 4809 und 4810 sind zwei Gebiete als Naturwald ausgewiesen und damit jeglicher Nutzung entzogen.
In der Biotop- und FFH-Lebensraumtyp-Kartierung des Jahres 2013 sind alle Wald-Lebensraumtypen der FFH-Erhaltungsziele vorhanden. Im Nordwesten liegt das größte zusammenhängende Gebiet des LRT 9110 Hainsimsen-Buchenwälder, während im Nordwesten der größte Bereich des LRT 9130 Waldmeister-Buchenwälder angesiedelt ist. Südlich des zentralen Forstweges sind diese beiden Lebensraumtypen mosaikartig verteilt zu finden. Dort findet man im Kerngebiet nahe beieinander drei Flächen mit dem LRT 9190 Alte bodensaure Eichenwälder auf Sandebenen mit Stieleiche, In den feuchteren Gebieten im Südwesten an der Oldersbek überwiegt der vierte Wald-Lebensraumtyp, der LRT 9160 Sternmieren-Eichen-Hainbuchenwälder. Gut vier Zehntel der Teilgebietsfläche hat keinen Schutzstatus, siehe Diagramm 13.
Tabelle 10: Biotopkartierung FFH-Teilgebiet Langenhöfter Forst (Langenhöft)
| Biotopnummer   | Schutzstatus             | Bezeichnung                                                     | Fläche [m²] | Kartierungsdatum   |
| -------------- | ------------------------ | --------------------------------------------------------------- | ----------- | ------------------ |
| 325146034-0408 | LRT                      | 9110 Hainsimsen-Buchenwälder                                    | 109571      | 23. Juni 2015      |
| 325126034-0401 | LRT                      | 9110 Hainsimsen-Buchenwälder                                    | 74731       | 23. Juni 2015      |
| 325146032-0411 | LRT                      | 9110 Hainsimsen-Buchenwälder                                    | 56540       | 24. Juni 2015      |
| 325126032-0416 | LRT                      | 9110 Hainsimsen-Buchenwälder                                    | 12885       | 24. Juni 2015      |
| 325146034-0407 | LRT                      | 9130 Waldmeister-Buchenwälder                                   | 91911       | 23. Juni 2015      |
| 325146032-0412 | LRT                      | 9130 Waldmeister-Buchenwälder                                   | 74712       | 24. Juni 2015      |
| 325126032-0417 | LRT                      | 9130 Waldmeister-Buchenwälder                                   | 11773       | 24. Juni 2015      |
| 325126032-0415 | LRT                      | 9160 Sternmieren-Eichen-Hainbuchenwälder                        | 37526       | 23. Juni 2015      |
| 325146032-0413 | LRT                      | 9190 Alte bodensaure Eichenwälder auf Sandebenen mit Stieleiche | 26403       | 24. Juni 2015      |
| 325146034-0401 | LRT + ges. gesch. Biotop | 3150 + FSe Eutrophes Stillgewässer                              | 355         | 9. Juni 2015       |
| 325126032-0414 | LRT + ges. gesch. Biotop | 3150 + FKe eutrophes Kleingewässer                              | 191         | 23. Juni 2015      |
| 325126032-0410 | LRT + ges. gesch. Biotop | 6410 + GNp Artenreiche Pfeifengraswiese                         | 2034        | 9. Juni 2015       |
| 325126032-0412 | ges. gesch. Biotop       | FKy Sonstiges Kleingewässer                                     | 196         | 23. Juni 2015      |
| 325146034-0406 | ges. gesch. Biotop       | FKy Sonstiges Kleingewässer                                     | 167         | 23. Juni 2015      |
| 325146034-0403 | ges. gesch. Biotop       | FKy Sonstiges Kleingewässer                                     | 137         | 9. Juni 2015       |
| 325146034-0405 | ges. gesch. Biotop       | FSy sonstiges Stillgewässer                                     | 352         | 23. Juni 2015      |
| 325146034-0404 | ges. gesch. Biotop       | FSy sonstiges Stillgewässer                                     | 284         | 23. Juni 2015      |
| 325126032-0413 | ges. gesch. Biotop       | FSy sonstiges Stillgewässer                                     | 278         | 23. Juni 2015      |
| 325126032-0411 | ges. gesch. Biotop       | NSr Staudensumpf                                                | 1412        | 28. September 2017 |

### Bagholt (Osterwinnert)

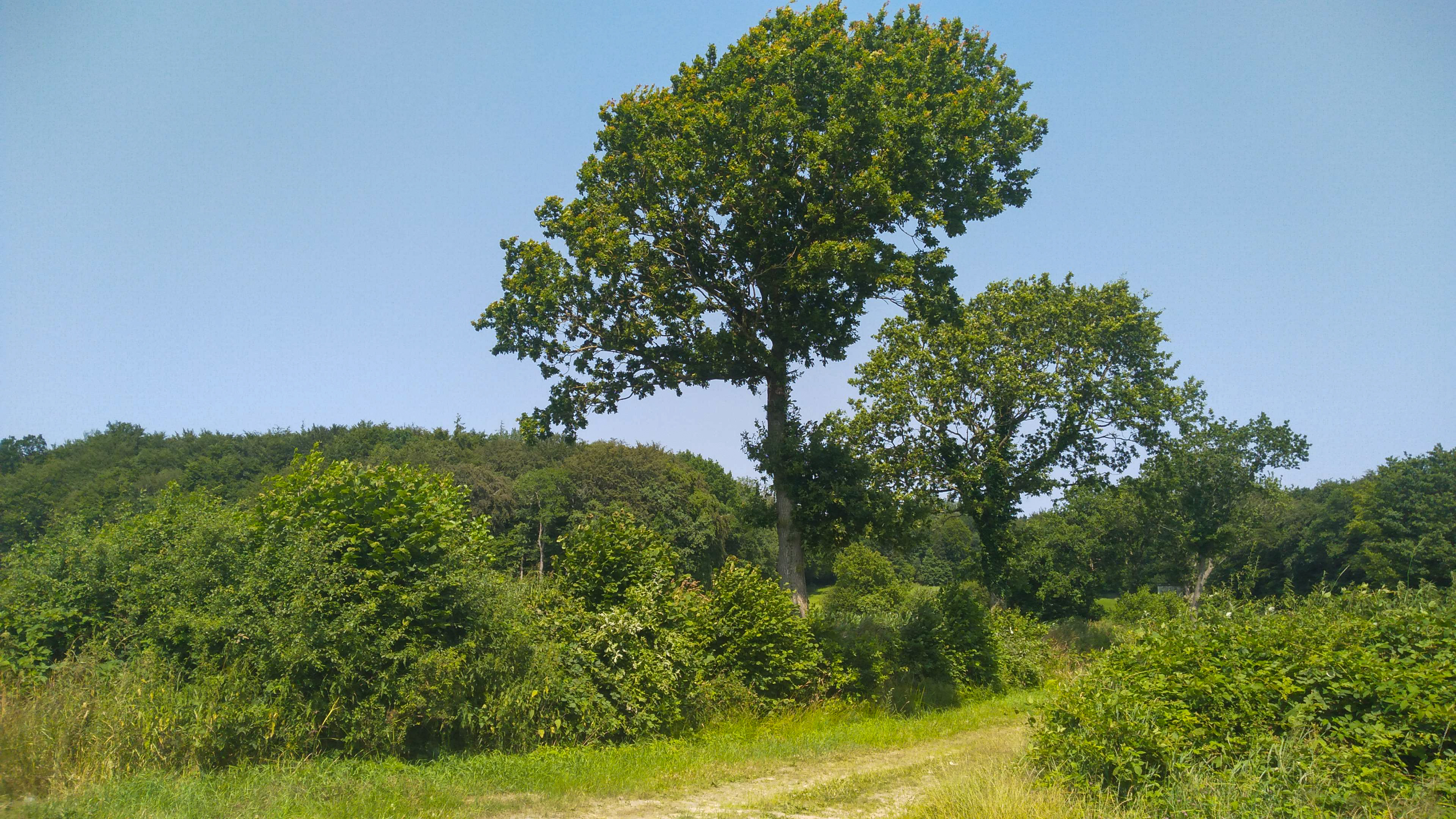
Teilgebiet Bagholt

Das FFH-Teilgebiet Bagholt (Osterwinnert) liegt im Kreis Nordfriesland im Süden der Gemeinde Ostenfeld (Husum) 260 m nordöstlich des Ortsteils Osterwinnert, der zur Gemeinde Winnert gehört. Die Bezeichnung Osterwinnert für den Wald Bagholt ist in den Managementplänen irreführend, da er vollständig in der Gemeinde Ostenfeld (Husum) liegt. In der topografischen Karte des DigitalerAtlasNord wird dieser Wald mit Bagholt bezeichnet. Er liegt westlich der Kreisstraße K 54 und erstreckt sich in nordwestlicher Richtung auf einer Länge von 1,58 km mit einer Fläche von 34,5 ha. Der höchste Punkt mit 34,5 m über NN liegt an der Nordspitze. Das Gelände fällt von dort nach Süden entlang eines Bachlaufes auf 4 m über NN an der Südspitze ab. Dort verlässt der Bach das FFH-Gebiet und fließt in das Naturschutzgebiet Wildes Moor bei Schwabstedt, was zum FFH-Gebiet Treene Winderatter See bis Friedrichstadt und Bollingstedter Au gehört.
Der Wald Bagholt enthält bis auf den LRT 9190 Alte bodensaure Eichenwälder auf Sandebenen mit Stieleiche alle Waldlebensraumtypen, die im SDB als FFH-Erhaltungsgegenstände aufgeführten sind. In der Biotopkartierung (Stand Juli 2021) taucht der LRT 9160 Sternmieren-Eichen-Hainbuchenwälder nicht mehr auf. Die Flächen werden dort dem LRT 9130 Waldmeister-Buchenwälder zugeordnet, siehe Tabelle 11. Der Waldrand kann im Norden und Süden über Wirtschaftswege erreicht werden. Es gibt für den Besucher keine Wanderwege in den Wald hinein. Der Wald befindet sich im Privateigentum.
Tabelle 11: Biotopkartierung FFH-Teilgebiet Bagholt (Osterwinnert), (Stand Juli 2021)
| Biotopnummer   | Schutzstatus             | Bezeichnung                              | Fläche [m²] | Kartierungsdatum |
| -------------- | ------------------------ | ---------------------------------------- | ----------- | ---------------- |
| 325166032-0408 | LRT                      | 9110 Hainsimsen-Buchenwälder             | 5047        | 2. Juli 2015     |
| 325166032-0407 | LRT                      | 9130 Waldmeister-Buchenwälder            | 273810      | 2. Juli 2015     |
| 325166034-0401 | LRT                      | 9130 Waldmeister-Buchenwälder            | 40568       | 3. Juli 2015     |
| 325166032-0410 | LRT + ges. gesch. Biotop | 91E0* + WAe Erlen-Eschen (Eichen)-Auwald | 2036        | 2. Juli 2015     |
| 325166032-0409 | ges. gesch. Biotop       | Fbn sonstiges Stillgewäser               | 8659        | 2. Juli 2015     |

### Kirchenwald (Brendhörn)

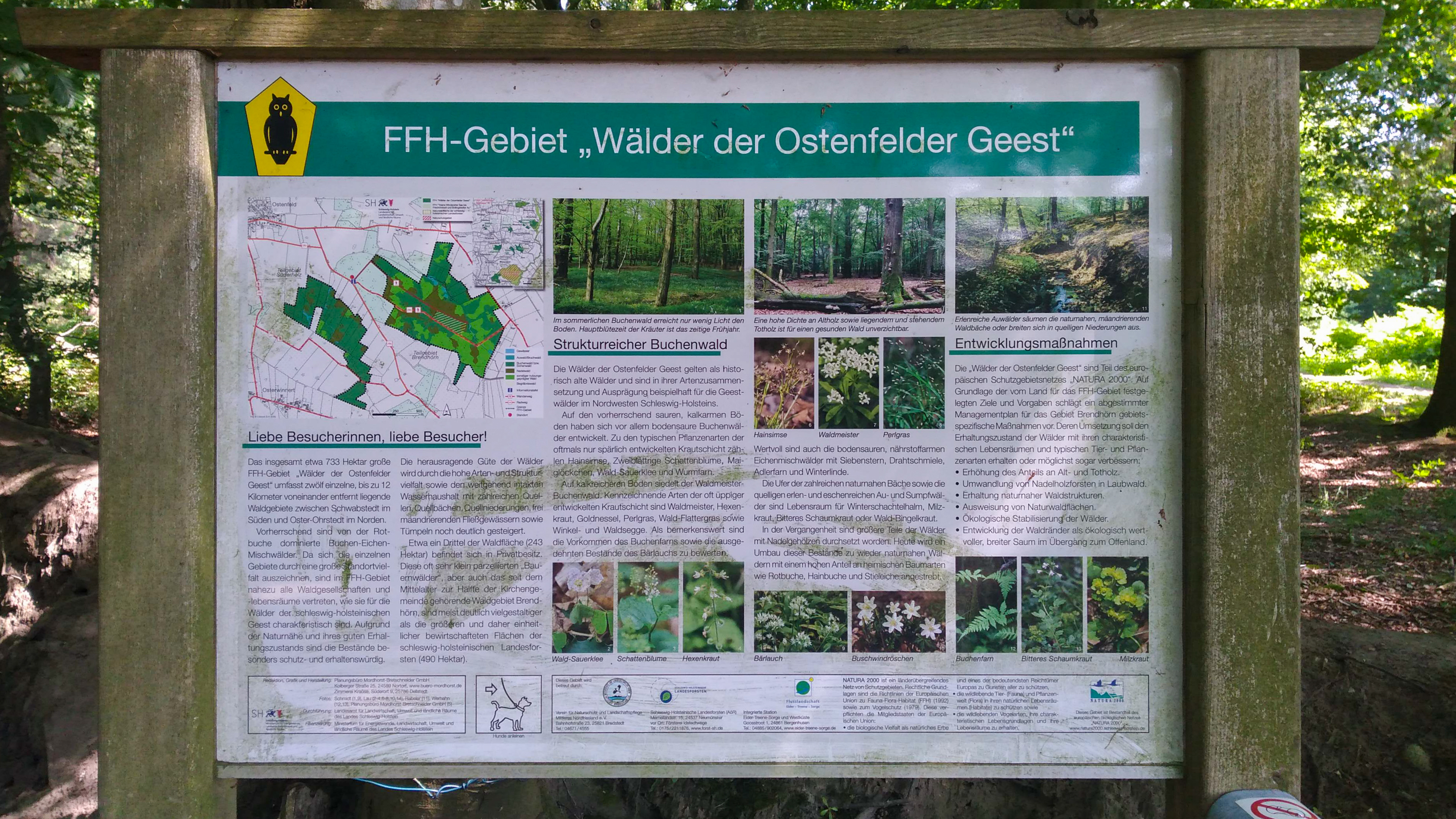
Teilgebiet Kirchenwald

Das FFH-Teilgebiet Kirchenwald (Brendhörn) liegt im Kreis Nordfriesland im Ortsteil Brendhörn. Nur die südlichen zwei Drittel des Kirchenwaldes gehören zum FFH-Teilgebiet. Es liegt östlich der Kreisstraße K 54 und westlich der Gemeindestraße Heudamm. Das Südende liegt nahe der Gemeindestraße Frankhöft. Es erstreckt sich über eine Länge von 1,74 km nach Südosten, ausgehend vom Höchsten Punkt mit 37 m über NN im Nordwesten zum tiefsten Punkt mit 1 m über NN im Südosten an der Kreuzung Frankenhöft und Rott. Das Teilgebiet hat eine Fläche von 97,2 ha. Ein Teil befindet sich im Besitz der Kirchengemeinde Ostenfeld (Husum), der Rest ist Privateigentum. Der Kirchenwald entwässert nach Südosten über den Brookgraben und Süderbrookgraben in die Treene.
Das FFH-Teilgebiet enthält nach der Kartierung von 2010 alle Waldlebensraumtypen des aktuellen SDB. Es überwiegt bei Weitem der LRT 9110 Hainsimsen-Buchenwälder. Am Südrand gibt es fünf Parzellen mit LRT 9130 Waldmeister-Buchenwälder, während im Nordosten und Osten sieben Parzellen mit dem LRT 9190 Alte bodensaure Eichenwälder auf Sandebenen mit Stieleiche zu finden sind. Im Nordosten sind zwei Parzellen mit dem LRT 9160 Sternmieren-Eichen-Hainbuchenwälder und zwei sehr kleine Bereiche mit dem LRT 91E0* Erlen-Eschen- und Weichholzauenwälder angesiedelt. Gut sieben Zehntel der Teilgebietsfläche hat keinen Schutzstatus, siehe Diagramm 15.
Tabelle 12: Biotopkartierung FFH-Teilgebiet Kirchenwald (Brendhörn), (Stand Juli 2021)
| Biotopnummer   | Schutzstatus             | Bezeichnung                              | Fläche [m²] | Kartierungsdatum |
| -------------- | ------------------------ | ---------------------------------------- | ----------- | ---------------- |
| 325166034-0410 | LRT                      | 9110 Hainsimsen-Buchenwälder             | 126822      | 23. Juli 2015    |
| 325166032-0413 | LRT                      | 9110 Hainsimsen-Buchenwälder             | 99491       | 22. Juli 2015    |
| 325186034-0401 | LRT                      | 9110 Hainsimsen-Buchenwälder             | 4132        | 23. Juli 2015    |
| 325186032-0401 | LRT                      | 9110 Hainsimsen-Buchenwälder             | 47090       | 23. Juli 2015    |
| 325166034-0413 | LRT                      | 9130 Waldmeister-Buchenwälder            | 3784        | 23. Juli 2015    |
| 325166032-0414 | LRT                      | 9130 Waldmeister-Buchenwälder            | 77706       | 22. Juli 2015    |
| 325186032-0402 | LRT                      | 9130 Waldmeister-Buchenwälder            | 1342        | 23. Juli 2015    |
| 325166034-0412 | LRT + ges. gesch. Biotop | 91E0* + WAe Erlen-Eschen (Eichen)-Auwald | 4991        | 22. Juli 2015    |

### Lehmsieker Forst (Lehmsiek)

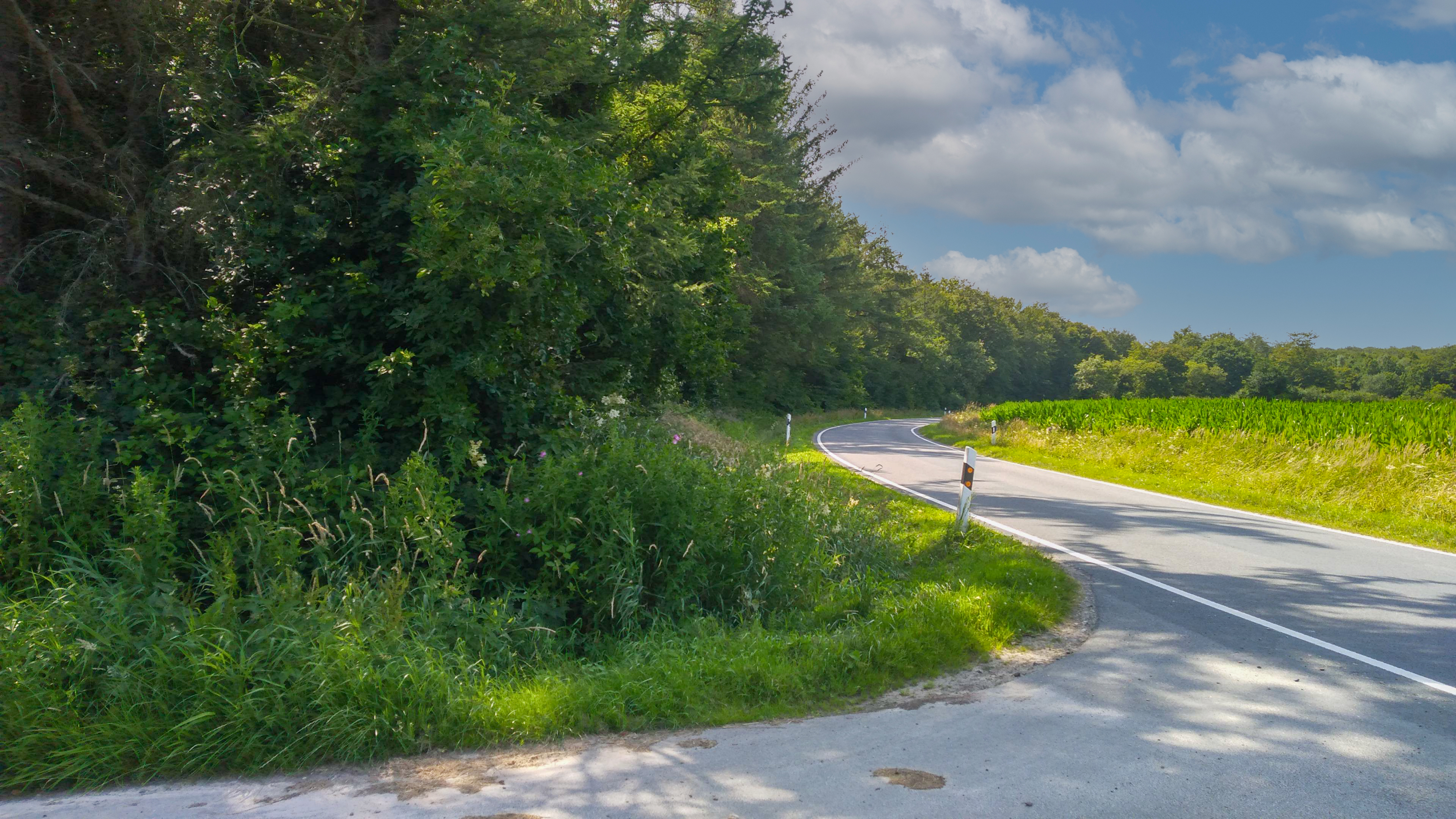
Teilgebiet Lehmsieker Forst

Das FFH-Teilgebiet Lehmsieker Forst liegt im Kreis Nordfriesland in der Gemeinde Schwabstedt nördlich und südlich der Kreisstraße K 31 zwischen den Ortsteilen Lehmsiek im Westen und Hollbüllhuus im Osten. Es erstreckt sich über eine Länge von 1,72 km von Nordwest nach Südost. Der höchste Punkt befindet sich mit 40 m über NN an der Westspitze. Das Gelände fällt von dort Richtung Nordosten bis auf 4 m über NN ab. Das Teilgebiet befindet sich im Besitz der Schleswig-Holsteinischen Landesforsten.
Im Nordosten des Gebietes befindet sich ein Bestand mit über 100-jährigen Bäumen. Davon ist der größte Teil als Naturwald ausgewiesen und damit der weiteren Nutzung entzogen. Der Lehmsieker Forst entwässert nach Nordosten über den Sielauslauf-Winnert in die Treene.
Das FFH-Teilgebiet enthält nach der Kartierung von 2010 nur zwei Waldlebensraumtypen des aktuellen SDB. Es überwiegt bei Weitem der LRT 9130 Waldmeister-Buchenwälder. Im Süden gibt es eine Parzelle mit dem LRT 9110 Hainsimsen-Buchenwälder. Laut Biotopkartierung ist der LRT 91E0* Erlen-Eschen- und Weichholzauenwälder am 26. Juni 2015 hinzugekommen, siehe Tabelle 13. Gut die Hälfte der Teilgebietsfläche hat keinen Schutzstatus, siehe Diagramm 16.
Tabelle 13: Biotopkartierung FFH-Teilgebiet Lehmsieker Forst (Lehmsiek) (Stand Juli 2021)
| Biotopnummer   | Schutzstatus             | Bezeichnung                                       | Fläche [m²] | Kartierungsdatum |
| -------------- | ------------------------ | ------------------------------------------------- | ----------- | ---------------- |
| 325146028-0402 | LRT                      | 9110 Hainsimsen-Buchenwälder                      | 23305       | 29. Juni 2015    |
| 325146028-0401 | LRT                      | 9130 Waldmeister-Buchenwälder                     | 386954      | 26. Juni 2015    |
| 325126028-0401 | LRT                      | 9130 Waldmeister-Buchenwälder                     | 156484      | 25. Juni 2015    |
| 325146028-0411 | LRT + ges. gesch. Biotop | 3150 + FSe Eutrophes Stillgewässer                | 2602        | 26. Juni 2015    |
| 325126028-0407 | LRT + ges. gesch. Biotop | 91E0* Erlen-Eschen- und Weichholzauenwälder + WQe | 6475        | 26. Juni 2015    |
| 325126028-0408 | ges. gesch. Biotop       | FBn Sonstiger naturnaher Bach                     | 8694        | 29. Juni 2015    |
| 325126028-0406 | ges. gesch. Biotop       | FSy Sonstiges Stillgewässer                       | 227         | 26. Juni 2015    |

## FFH-Analyse und Bewertung
Das Kapitel FFH-Analyse und Bewertung im Managementplan beschäftigt sich unter anderem mit den aktuellen Gegebenheiten des FFH-Gebietes und den Hindernissen bei der Erhaltung und Weiterentwicklung der FFH-Lebensraumtypen. Die Ergebnisse fließen in den FFH-Maßnahmenkatalog ein.

## FFH-Maßnahmenkatalog
Der FFH-Maßnahmenkatalog in den Managementplänen führt neben den bereits durchgeführten Maßnahmen geplante Maßnahmen zur Erhaltung und Entwicklung der FFH-Lebensraumtypen im FFH-Gebiet an. Konkrete Empfehlungen sind in Maßnahmenblättern und Maßnahmenkarten beschrieben.

### Oster-Ohrstedtholz (Osterohrstedt)
Auf den Privatflächen im Oster-Ohrstedtholz sind auf freiwilliger Basis als sinnvolle weitergehende Maßnahmen die Erhöhung des Totholzanteils, die Ausweisung einer kleinen Fläche im Zentrum als Naturwald, der damit jeglicher Nutzung entzogen wird, die Umwandlung zweier Nadelwaldflächen hin zu standortgerechtem Laubwald und der Erhalt naturnaher Waldstrukturen in fünf ausgewiesenen Flächen.
Die geplanten Maßnahmen auf den Flächen der Schleswig-Holsteinischen Landesforsten für das Teilgebiet Oster-Ohrstedtholz sind zum einen in den Maßnahmenblättern 1 bis 4 und 7 bis 8, sowie in einer Maßnahmenkarte beschrieben.
Schwerpunkte der Maßnahmen ist die Verbesserung des Wasserhaushaltes, der Waldumbau zu standorttypischen Laubgehölzen und die Ausweisung einer weiteren Fläche als Naturwald, der jeglicher Nutzung entzogen wird.

### Bremsburger Wald (Bremsburg)
Der Bremsburger Wald ist im Besitz der Schleswig-Holsteinischen Landesforsten. Diese haben im Jahre 2016 für ihre FFH-Gebiete mit dem LLUR eine Vereinbarung über die Umsetzung der Natura-2000-Ziele abgeschlossen.
Die geplanten Maßnahmen auf den Flächen der Schleswig-Holsteinischen Landesforsten für das Teilgebiet Bremsburger Wald sind zum einen in den Maßnahmenblättern 1 bis 7 und 9 sowie in einer Maßnahmenkarte beschrieben.
Als notwendige Maßnahmen gelten der Erhalt der Wasserstandsregulierung im Teilgebiet, Einbau neuer Stauen und die Erhaltung der Mönche. Am Westrand sind Flächen mit Habitatsbäumen auszuweisen. Die Unterhaltung der Zuwegung im südlichen Naturwald soll eingestellt werden und im Norden sollen neue Naturwaldflächen ausgewiesen werden. An den Waldrändern zu intensiv landwirtschaftlich genutzten Flächen sollen durch Zukauf Pufferflächen geschaffen werden, um den Nährstoffeintrag durch Winderosion in das Teilgebiet zu reduzieren.

### Osterholz (Großbremsburg)
Im Nordosten des Osterholzes befindet sich ein Bereich mit dem LRT 9160 Sternmieren-Eichen-Hainbuchenwälder. Dieser Bestand ist durch einen zu trockenen Standort gefährdet. Wie in allen anderen Teilgebieten soll dieser LRT durch einen verbesserten Wasserhaushalt besonders gefördert werden und damit die Entwicklung hin zum Buchenwald unterdrückt werden. Diese Maßnahme ist im Maßnahmenblatt 6 sowie in der Maßnahmenkarte beschrieben. Als weitere Entwicklungsmaßnahme wird der Erwerb eines Schutzstreifens am Nordwestrand hin zu einem intensiv genutzten Acker empfohlen, um den Nährstoffeintrag durch Winderosion in das Teilgebiet zu reduzieren.
Für den im Süden des Teilgebietes liegenden Privatwald ist die Erhöhung des Totholzanteils und der Erhalt naturnaher Waldstrukturen als weitere Entwicklungsmaßnahme empfohlen.

### Mittelholz (Kleinbremsburg)
Das Mittelholz befindet sich vollständig im Privateigentum. Für dieses wird die Erhöhung des Totholzanteils und der Erhalt naturnaher Waldstrukturen als weitere Entwicklungsmaßnahme empfohlen.

### Westerholz
Das Westerholz befindet sich vollständig im Privateigentum. Für dieses wird die Erhöhung des Totholzanteils und der Erhalt naturnaher Waldstrukturen als weitere Entwicklungsmaßnahme empfohlen. Das Teilgebiet wird von Nord nach Süd von einem naturnahen Bach durchflossen. Er wird in der Biotopkartierung des Landes Schleswig-Holstein als gesetzlich geschütztes Biotop 325186038-0411 geführt. Hier wird zur Förderung einer flutenden Vegetation vorgeschlagen, die Beschattung durch Auslichtung von Ufergehölzen zu verringern.

### Ohlmählen (Osterwittbekfeld)
Das Teilgebiet Ohlmählen gehört zu den artenreichsten Waldgebieten des FFH-Gebietes Wälder der Ostenfelder Geest. Er enthält fast alle im SDB aufgeführten FFH-Lebensraumtypen. Die Erhaltungs- und Entwicklungsmaßnahmen sind in einer Maßnahmenkarte beschrieben.
Im gesamten Waldgebiet ist eine Erhöhung des Totholzanteils erforderlich, um die Artenvielfalt zu erhöhen. Im Teilgebiet befinden sich drei intensiv genutzte Grünflächen. Hier wäre eine Extensivierung und damit der Verzicht auf Düngemittel wünschenswert. Auf fast allen Waldflächen ist der Erhalt naturnaher Waldstrukturen sicherzustellen. Im Süden des Teilgebietes wird die Umwandlung des Waldes zum Naturwald vorgeschlagen, der damit jeglicher Nutzung entzogen wird.
Das Gebiet wird von Süd nach Nord durch ein in weiten Teilen naturnahes Fließgewässer, die Holmsbek, durchflossen. Sie ist mit der Biotopnummer 325166036-0409 als gesetzlich geschütztes Biotop im Biotopkataster des Landes Schleswig-Holstein geführt. Dies gilt auch für mehrere Teiche und Tümpel im Teilgebiet. Zur Entwicklung einer flutenden Vegetation im Bach und Lebensraum für Frösche in den Teichen ist eine ständige Auslichtung der Uferzonen erforderlich.
Am westlichen Waldrand wäre ein natürlich gestaffelter Aufbau des Waldes zum Schutz gegen Winderosion vor den intensiv genutzten Ackerflächen sinnvoll.

### Nordbrook (Wittbek-Nord)
Das Teilgebiet Nordbrook (Wittbek-Nord) befindet sich vollständig im Privateigentum. Für dieses wird die Erhöhung des Totholzanteils und der Erhalt naturnaher Waldstrukturen als weitere Entwicklungsmaßnahme empfohlen. Das Teilgebiet wird von Nordwest nach Südost von einem kanalisierten Bach, dem Falkenburger Graben, durchflossen und enthält vier kleinere Stillgewässer, von denen zwei gesetzlich geschützte Biotope mit den Biotopnummern 325126036-0417 und 325126036-0418 sind. Hier wird zur Förderung einer flutenden Vegetation im Bachlauf und Lebensraum für Amphibien in den Stillgewässern vorgeschlagen, deren Beschattung durch Auslichtung von Ufergehölzen zu verringern.

### Nordbrook (Wittbek-Süd)
Das Teilgebiet Nordbrook (Wittbek-Süd) befindet sich vollständig im Privateigentum. Für dieses wird die Erhöhung des Totholzanteils und der Erhalt naturnaher Waldstrukturen als weitere Entwicklungsmaßnahme empfohlen. Das Teilgebiet wird von Nordwest nach Südost vom Falkenburger Graben durchflossen und enthält sechs kleinere Stillgewässer, von denen vier gesetzlich geschützte Biotope mit den Biotopnummern 325126036-0401, 325126036-0402, 325126036-0414 und 325126036-0417, sind. Hier wird zur Förderung einer flutenden Vegetation im Bachlauf und Lebensraum für Amphibien in den Stillgewässern vorgeschlagen, deren Beschattung durch Auslichtung von Ufergehölzen zu verringern.

### Langenhöfter Forst (Langenhöft)
Das Teilgebiet Langenhöfter Forst befindet sich im Besitz der Schleswig-Holsteinischen Landesforsten. Die geplanten Maßnahmen für das Teilgebiet sind zum einen in den Maßnahmenblättern eins bis vier, sechs bis sieben, neun und zehn. sowie in einer Maßnahmenkarte beschrieben.
Das Gebiet wird im Westteil durch ein Verbandsgewässer von Nord nach Süd durchzogen. Im Süden soll ein Waldareal des LRT 9160 Sternmieren-Eichen-Hainbuchenwälder zum Naturwald erklärt werden. Für die optimale Entwicklung dieses Areals ist es erforderlich, dass der Wasserhaushalt hin zu feuchteren Bedingungen verändert wird. Dies könnte durch drei Einstauen des dortigen Verbandsgewässers erfolgen. Im bereits bestehendem Naturwaldareal sind ebenfalls zwei Einstaue sinnvoll.
Am West- und Nordrand des Teilgebietes wäre durch Flächenankauf als sonstige Entwicklungsmaßnahme eine stufige Waldrandentwicklung sinnvoll. Sie würde die Widerstandsfähigkeit gegen extreme Sturmereignisse schützen und dem Nährstoffeintrag durch Winderosion entgegenwirken.

### Bagholt (Osterwinnert)
Das Teilgebiet Bagholt (Osterwinnert) befindet sich vollständig im Privateigentum. Für dieses wird die Erhöhung des Totholzanteils und der Erhalt naturnaher Waldstrukturen als weitere Entwicklungsmaßnahme empfohlen. Im Zentrum befindet sich ein Nadelwaldbestand, der zu Laubwald umgebaut werden sollte.
Zwei Drittel des östlichen Teilgebietes soll mit Hilfe des Programms zur ökologischen Stabilisierung der Wälder weiterentwickelt werden. Das Teilgebiet wird von Nordwest nach Südost von einem naturnahen Bach durchflossen, der unter der Biotopnummer 325166032-0409 in der Biotopkartierung des Landes Schleswig-Holstein als gesetzlich geschütztes Biotop kartiert ist. Hier wird zur Förderung einer flutenden Vegetation im Bachlauf vorgeschlagen, deren Beschattung durch Auslichtung von Ufergehölzen zu verringern.

### Kirchenwald (Brendhörn)
Das Teilgebiet Kirchenwald befindet sich im Besitz der Kirchengemeinde Ostenfeld (Husum), der Rest ist Privateigentum. Als Besonderheit enthält dieser Wald im Zentrum einen 4,4 ha großen Ruheforst auf einer Fläche, die sich im Kirchenbesitz befindet.
Bis auf eine 21 ha große Fläche im Nordosten sollen naturnahe Waldstrukturen erhalten bleiben. Auf 92 % der Teilgebietsfläche soll der Totholzanteil erhöht werden. Dies betrifft auch die Fläche des Ruheforstes. Am Nordrand des Ruheforstes und nordwestlich davon befinden sich zwei Flächen mit Nadelbäumen, die langfristig vollständig in Laubwald überführt werden sollen.
Das Teilgebiet wird von Nordwest nach Südost von einem naturnahen Bach durchflossen, der unter der Biotopnummer 325166034-0411 in der Biotopkartierung des Landes Schleswig-Holstein als gesetzlich geschütztes Biotop eingetragen ist. Hier wird zur Förderung einer flutenden Vegetation im Bachlauf vorgeschlagen, dessen Beschattung durch Auslichtung von Ufergehölzen zu verringern. 30 m südwestlich des Ruheforstes befindet sich ein 167 m² großes als gesetzlich geschütztes Biotop geführtes eutrophes Kleingewässer mit der Biotopnummer 325166032-0415. Um es als Biotop für Amphibien interessant zu machen, ist eine Verringerung der Beschattung durch Auslichtung von Ufergehölzen erforderlich.
Am Mittellauf des Baches soll der umgebende Wald als Naturwald ausgewiesen und damit jeglicher Nutzung entzogen werden. Nördlich und südlich davon sowie am Südwestrand sollen Waldflächen mit Hilfe des Programms zur ökologischen Stabilisierung der Wälder weiterentwickelt werden.
Am Südwestrand soll durch Flächenerwerb eine stufige Waldrandentwicklung ermöglicht werden, die neben dem Schutz vor Windbruch auch Nährstoffeinträge durch Winderosion aus der intensiven Landwirtschaft verringert.

### Lehmsieker Forst (Lehmsiek)
Das Teilgebiet Lehmsiek befindet sich im Besitz der Schleswig-Holsteinischen Landesforsten. Die geplanten Maßnahmen für das Teilgebiet sind zum einen in den Maßnahmenblättern eins bis vier, sieben, zehn und elf. und zum anderen in einer Maßnahmenkarte beschrieben.
Im Forst befindet sich am Ostrand ein 18 ha großer Naturerlebnisraum, der auch von einem Waldkindergarten genutzt wird. Diese Nutzung soll nicht ausgeweitet werden.
Das Teilgebiet wird nach Nordosten über mehrere naturnahe Fließgewässer entwässert. Bei zweien handelt es sich um Verbandsgewässer. Staumaßnahmen zur Verbesserung des Wasserhaushaltes sind nur im Einvernehmen mit dem zuständigen Wasser- und Bodenverband und der unteren Wasserbehörde möglich. Hier kann es zu einem Zielkonflikt mit der europäischen Wasserrahmenrichtlinie kommen, die eine ökologische Durchgängigkeit aller Fließgewässer für Fische fordert. Im Lehmsieker Forst befinden sich im Verlauf der Bäche kleine Stillgewässer, die als Habitate für Amphibien entwickelt werden sollen. Amphibien benötigen möglichst fischfreie Gewässer zur Eiablage.
Im Nordosten des Teilgebietes ist ein Naturwald ausgewiesen, der jeglicher Nutzung entzogen ist. Rechts und links des Oberlaufes des zentralen Verbandsgewässers soll auf 740 m länge ein mindestens ebenso großer Bereich als Naturwald ausgewiesen werden. Die Unterhaltung des Verbandsgewässers soll nur bei Bedarf erfolgen.
An der Westgrenze soll eine 0,8 ha große Grünlandfläche des Teilgebietes der Sukzession hin zum Lebensraumtyp Wald überlassen werden.
An den Fließ- und Stillgewässern der SHLF im Teilgebiet soll die Beschattung durch Auslichtung von Ufergehölzen verringert werden.

## FFH-Erfolgskontrolle und Monitoring der Maßnahmen
Eine FFH-Erfolgskontrolle und Monitoring der Maßnahmen findet in Schleswig-Holstein alle sechs Jahre statt. Die Ergebnisse des letzten Folgemonitorings wurden am 10. Februar 2012 in einem Textbeitrag und einer Kartensammlung veröffentlicht.